# Premi e riconoscimenti dei BTS
Questa è una lista dei premi e dei riconoscimenti ricevuti dai BTS.
Il gruppo ha esordito nel giugno 2013 sotto la Big Hit Entertainment e ha ricevuto diversi riconoscimenti come miglior artista emergente alle cerimonie di premiazione tenutesi tra la fine di quell'anno e gli inizi del 2014. Con la raccolta The Most Beautiful Moment in Life: Young Forever (2016) si è aggiudicato i primi riconoscimenti importanti, quello di Album dell'anno ai Melon Music Award e quello di Artisti dell'anno agli Mnet Asian Music Award. Il secondo album in studio Wings (2016) ha vinto il Disco dell'anno al Seoul Music Award, mentre la sua riedizione You Never Walk Alone (2017) ha prodotto il brano Spring Day, che è stato scelto come Canzone dell'anno ai Melon Music Award. La canzone DNA dal quinto EP Love Yourself: Her (2017) ha valso ai BTS il loro secondo premio come Artisti dell'anno agli Mnet Asian Music Award: sono stati i primi ad aggiudicarsi il riconoscimento per due anni consecutivi.
Nel 2018, il terzo album in studio Love Yourself: Tear ha vinto Album dell'anno sia ai Melon Music Award sia agli Mnet Asian Music Award, mentre con la successiva raccolta da record Love Yourself: Answer il gruppo ha ricevuto per la terza volta Artista dell'anno agli Mnet Asian Music Award 2018. Quello stesso anno sono stati il primo collettivo coreano a ricevere un American Music Award. Nel 2019 si sono aggiudicati quattro premi principali ai Melon Music Award, diventando i primi artisti a ricevere tutti i daesang a una cerimonia di premiazione di fine anno. Il gruppo ha vinto tutti i quattro trofei principali anche agli Mnet Asian Music Award 2019, diventando il musicista che ha ricevuto più daesang nella storia del premio, mentre ai Golden Disc Award 2020 è stato il primo artista a vedersi assegnati entrambi i premi più prestigiosi, il Daesang – sezione canzoni e il Daesang – sezione album. Sono inoltre stati il primo gruppo K-pop a essere nominato ai Grammy Award, con una candidatura nella categoria Miglior performance pop di un duo o un gruppo per Dynamite all'edizione 2021.
Il gruppo detiene diversi Guinness dei primati, incluso quello per il maggior numero di interazioni su Twitter, e sono stati inclusi nella Hall of Fame della pubblicazione nell'edizione 2022. Sono stati il primo gruppo coreano a ricevere un Billboard Music Awards, quello di Top Social Artist, che gli viene consegnato dal 2017; sono stati anche il primo gruppo K-pop ad aggiudicarsi il riconoscimento di Top Duo/Group, ricevuto ai Billboard Music Awards 2019.
Nel 2017 il gruppo ha ricevuto l'encomio del Ministro della Cultura, dello Sport e del Turismo ai Korean Popular Culture and Arts Award per aver diffuso la cultura coreana, mentre nel 2018 è diventato il più giovane destinatario dell'Ordine al merito culturale in Corea del Sud.

## Cerimonie di premiazione
| Premio                                                | Anno | Categoria                                               | Ricevente                                                                           | Risultato       | Fonti           |
| ----------------------------------------------------- | ---- | ------------------------------------------------------- | ----------------------------------------------------------------------------------- | --------------- | --------------- |
| American Music Award                                  | 2018 | Artista social preferito                                | BTS                                                                                 | Vincitore/trice | [ 14 ]          |
| American Music Award                                  | 2019 | Artista social preferito                                | BTS                                                                                 | Vincitore/trice | [ 14 ]          |
| American Music Award                                  | 2019 | Duo o gruppo preferito - pop/rock                       | BTS                                                                                 | Vincitore/trice | [ 14 ]          |
| American Music Award                                  | 2019 | Tour dell'anno                                          | BTS                                                                                 | Vincitore/trice | [ 14 ]          |
| American Music Award                                  | 2020 | Artista social preferito                                | BTS                                                                                 | Vincitore/trice | [ 15 ]          |
| American Music Award                                  | 2020 | Duo o gruppo preferito - pop/rock                       | BTS                                                                                 | Vincitore/trice | [ 15 ]          |
| American Music Award                                  | 2021 | Artista dell'anno                                       | BTS                                                                                 | Vincitore/trice | [ 16 ]          |
| American Music Award                                  | 2021 | Duo o gruppo pop preferito                              | BTS                                                                                 | Vincitore/trice | [ 16 ]          |
| American Music Award                                  | 2021 | Canzone pop preferita                                   | "Butter"                                                                            | Vincitore/trice | [ 16 ]          |
| American Music Award                                  | 2022 | Artista K-pop preferito                                 | BTS                                                                                 | Vincitore/trice | [ 17 ]          |
| American Music Award                                  | 2022 | Duo o gruppo pop preferito                              | BTS                                                                                 | Vincitore/trice | [ 17 ]          |
| Anugerah Bintang Popular                              | 2019 | Artista coreano popolare                                | BTS                                                                                 | Vincitore/trice | [ 18 ]          |
| APAN Music Award                                      | 2020 | Daesang                                                 | BTS                                                                                 | Vincitore/trice | [ 19 ]          |
| APAN Music Award                                      | 2020 | Miglior gruppo maschile nazionale                       | BTS                                                                                 | Vincitore/trice | [ 20 ]          |
| APAN Music Award                                      | 2020 | Top 10                                                  | BTS                                                                                 | Vincitore/trice | [ 21 ]          |
| APAN Music Award                                      | 2020 | Miglior esibizione                                      | BTS                                                                                 | Candidato/a     | [ 22 ]          |
| APAN Music Award                                      | 2020 | Miglior gruppo maschile globale                         | BTS                                                                                 | Candidato/a     | [ 22 ]          |
| APAN Music Award                                      | 2020 | Miglior icona                                           | BTS                                                                                 | Candidato/a     | [ 22 ]          |
| APAN Music Award                                      | 2020 | Miglior video musicale                                  | BTS                                                                                 | Candidato/a     | [ 22 ]          |
| APAN Music Award                                      | 2020 | Premio popolarità KT Seezn – Cantanti                   | BTS                                                                                 | Candidato/a     | [ 23 ]          |
| Asia Artist Award                                     | 2016 | Premio miglior artista (musica)                         | BTS                                                                                 | Vincitore/trice | [ 24 ]          |
| Asia Artist Award                                     | 2016 | Premio miglior icona (cantanti)                         | BTS                                                                                 | Vincitore/trice | [ 24 ]          |
| Asia Artist Award                                     | 2016 | Premio popolarità (cantanti)                            | BTS                                                                                 | Candidato/a     | [ 25 ]          |
| Asia Artist Award                                     | 2017 | Premio popolarità (cantanti)                            | BTS                                                                                 | Candidato/a     | [ 26 ]          |
| Asia Artist Award                                     | 2018 | Artisti dell'anno (musica)                              | BTS                                                                                 | Vincitore/trice | [ 27 ]          |
| Asia Artist Award                                     | 2018 | Premio apprezzamento del turismo coreano                | BTS                                                                                 | Vincitore/trice | [ 27 ]          |
| Asia Artist Award                                     | 2018 | Premio Daesang (cantanti)                               | BTS                                                                                 | Vincitore/trice | [ 27 ]          |
| Asia Artist Award                                     | 2018 | Premio favoloso                                         | BTS                                                                                 | Vincitore/trice | [ 27 ]          |
| Asia Artist Award                                     | 2018 | Premio popolarità (cantanti)                            | BTS                                                                                 | Vincitore/trice | [ 27 ]          |
| Asia Artist Award                                     | 2019 | Premio popolarità (cantanti)                            | BTS                                                                                 | Candidato/a     | [ 28 ]          |
| Asia Artist Award                                     | 2019 | Premio popolarità AAA X Dongnam Media & FPT Polytechnic | BTS                                                                                 | Candidato/a     | [ 29 ]          |
| Asia Artist Award                                     | 2020 | Canzone dell'anno                                       | "Dynamite"                                                                          | Vincitore/trice | [ 30 ]          |
| Asia Artist Award                                     | 2020 | Premio meglio del meglio                                | BTS                                                                                 | Vincitore/trice | [ 30 ]          |
| Asia Artist Award                                     | 2020 | Premio popolarità                                       | BTS                                                                                 | Vincitore/trice | [ 30 ]          |
| Asia Artist Award                                     | 2021 | Canzone dell'anno                                       | "Butter"                                                                            | Vincitore/trice | [ 31 ]          |
| Asia Artist Award                                     | 2021 | Premio popolarità U+Idol Live                           | BTS                                                                                 | Vincitore/trice | [ 31 ]          |
| Asia Artist Award                                     | 2021 | Premio popolarità RET                                   | BTS                                                                                 | Candidato/a     | [ 32 ]          |
| Asia Artist Award                                     | 2022 | Premio popolarità IdolPlus                              | BTS                                                                                 | Vincitore/trice | [ 33 ]          |
| The Asian Awards                                      | 2018 | Risultati eccezionali nella musica                      | BTS                                                                                 | Vincitore/trice | [ 34 ]          |
| Asian Pop Music Award                                 | 2022 | Album straniero dell'anno                               | Proof                                                                               | Candidato/a     | [ 35 ]          |
| Asian Pop Music Award                                 | 2022 | Canzone straniera dell'anno                             | "Yet to Come (The Most Beautiful Moment)"                                           | Candidato/a     | [ 35 ]          |
| Asian Pop Music Award                                 | 2022 | Miglior gruppo straniero                                | BTS                                                                                 | Candidato/a     | [ 35 ]          |
| BBC Radio1 Teen Award                                 | 2018 | Miglior gruppo internazionale                           | BTS                                                                                 | Vincitore/trice | [ 36 ]          |
| BBC Radio1 Teen Award                                 | 2018 | Star dei media sociali                                  | BTS                                                                                 | Vincitore/trice | [ 36 ]          |
| Billboard Music Awards                                | 2017 | Top Social Artist                                       | BTS                                                                                 | Vincitore/trice | [ 37 ]          |
| Billboard Music Awards                                | 2018 | Top Social Artist                                       | BTS                                                                                 | Vincitore/trice | [ 37 ]          |
| Billboard Music Awards                                | 2019 | Top Duo/Group                                           | BTS                                                                                 | Vincitore/trice | [ 37 ]          |
| Billboard Music Awards                                | 2019 | Top Social Artist                                       | BTS                                                                                 | Vincitore/trice | [ 37 ]          |
| Billboard Music Awards                                | 2020 | Top Social Artist                                       | BTS                                                                                 | Vincitore/trice | [ 37 ]          |
| Billboard Music Awards                                | 2020 | Top Duo/Group                                           | BTS                                                                                 | Candidato/a     | [ 37 ]          |
| Billboard Music Awards                                | 2021 | Top Duo/Group                                           | BTS                                                                                 | Vincitore/trice | [ 38 ]          |
| Billboard Music Awards                                | 2021 | Top Social Artist                                       | BTS                                                                                 | Vincitore/trice | [ 38 ]          |
| Billboard Music Awards                                | 2021 | Top Song Sales Artist                                   | BTS                                                                                 | Vincitore/trice | [ 38 ]          |
| Billboard Music Awards                                | 2021 | Top Selling Song                                        | "Dynamite"                                                                          | Vincitore/trice | [ 38 ]          |
| Billboard Music Awards                                | 2022 | Top Duo/Group                                           | BTS                                                                                 | Vincitore/trice | [ 39 ]          |
| Billboard Music Awards                                | 2022 | Top Selling Artist                                      | BTS                                                                                 | Vincitore/trice | [ 39 ]          |
| Billboard Music Awards                                | 2022 | Top Selling Song                                        | "Butter"                                                                            | Vincitore/trice | [ 39 ]          |
| Billboard Music Awards                                | 2022 | Top Global 200 (Excl. U.S.) Artist                      | BTS                                                                                 | Candidato/a     | [ 40 ]          |
| Billboard Music Awards                                | 2022 | Top Global 200 (Excl. U.S.) Song                        | "Butter"                                                                            | Candidato/a     | [ 40 ]          |
| Billboard Music Awards                                | 2022 | Top Rock Song                                           | "My Universe"                                                                       | Candidato/a     | [ 40 ]          |
| Billboard Music Awards                                | 2022 | Top Selling Song                                        | "Permission to Dance"                                                               | Candidato/a     | [ 40 ]          |
| BraVo Music Award                                     | 2018 | Gruppo dell'anno                                        | BTS                                                                                 | Vincitore/trice | [ 41 ]          |
| Bravo Otto                                            | 2019 | Miglior gruppo/duo                                      | BTS                                                                                 | Oro             | [ 42 ]          |
| Bravo Otto                                            | 2020 | Miglior K-pop                                           | BTS                                                                                 | Argento         | [ 43 ]          |
| Bravo Otto                                            | 2021 | Miglior K-pop                                           | BTS                                                                                 | Argento         | [ 44 ]          |
| Bravo Otto                                            | 2022 | Miglior gruppo/duo                                      | BTS                                                                                 | Argento         | [ 45 ]          |
| Bravo Otto                                            | 2023 | Cantante internazionale                                 | BTS                                                                                 | Oro             | [ 46 ]          |
| BreakTudo Awards                                      | 2017 | Miglior fandom                                          | BTS                                                                                 | Vincitore/trice | [ 47 ]          |
| BreakTudo Awards                                      | 2017 | Miglior gruppo internazionale                           | BTS                                                                                 | Vincitore/trice | [ 47 ]          |
| BreakTudo Awards                                      | 2018 | Gruppo K-pop preferito                                  | BTS                                                                                 | Vincitore/trice | [ 48 ]          |
| BreakTudo Awards                                      | 2018 | Gruppo maschile K-pop                                   | BTS                                                                                 | Vincitore/trice | [ 48 ]          |
| BreakTudo Awards                                      | 2018 | Miglior fandom                                          | BTS                                                                                 | Vincitore/trice | [ 48 ]          |
| BreakTudo Awards                                      | 2018 | Miglior gruppo internazionale                           | BTS                                                                                 | Vincitore/trice | [ 48 ]          |
| BreakTudo Awards                                      | 2019 | Miglior fandom internazionale                           | BTS                                                                                 | Vincitore/trice | [ 49 ]          |
| BreakTudo Awards                                      | 2019 | Miglior gruppo internazionale                           | BTS                                                                                 | Vincitore/trice | [ 49 ]          |
| BreakTudo Awards                                      | 2019 | Gruppo maschile K-pop                                   | BTS                                                                                 | Candidato/a     | [ 49 ]          |
| BreakTudo Awards                                      | 2019 | Video dell'anno                                         | "Boy with Luv"                                                                      | Candidato/a     | [ 49 ]          |
| BreakTudo Awards                                      | 2020 | Gruppo maschile K-pop                                   | BTS                                                                                 | Candidato/a     | [ 50 ]          |
| BreakTudo Awards                                      | 2020 | Miglior fandom internazionale                           | BTS                                                                                 | Candidato/a     | [ 50 ]          |
| BreakTudo Awards                                      | 2020 | Miglior gruppo internazionale                           | BTS                                                                                 | Candidato/a     | [ 50 ]          |
| BreakTudo Awards                                      | 2020 | Miglior video internazionale                            | "Stay Gold"                                                                         | Candidato/a     | [ 50 ]          |
| BreakTudo Awards                                      | 2021 | Miglior hit internazionale                              | "Butter"                                                                            | Vincitore/trice | [ 51 ]          |
| BreakTudo Awards                                      | 2021 | Miglior fandom internazionale                           | BTS                                                                                 | Candidato/a     | [ 51 ]          |
| BreakTudo Awards                                      | 2021 | Miglior gruppo internazionale                           | BTS                                                                                 | Candidato/a     | [ 51 ]          |
| BreakTudo Awards                                      | 2021 | Miglior gruppo maschile K-pop                           | BTS                                                                                 | Candidato/a     | [ 51 ]          |
| BreakTudo Awards                                      | 2021 | Miglior video internazionale                            | "Dynamite"                                                                          | Candidato/a     | [ 51 ]          |
| BRIT Award                                            | 2021 | Gruppo internazionale dell'anno                         | BTS                                                                                 | Candidato/a     | [ 52 ]          |
| BRIT Award                                            | 2022 | Gruppo internazionale dell'anno                         | BTS                                                                                 | Candidato/a     | [ 52 ]          |
| Circle Chart Music Award                              | 2014 | Nuovo artista dell'anno (gruppi maschili)               | BTS                                                                                 | Vincitore/trice | [ 53 ]          |
| Circle Chart Music Award                              | 2015 | Premio principianti mondiali                            | BTS                                                                                 | Vincitore/trice | [ 53 ]          |
| Circle Chart Music Award                              | 2016 | Premio stella dell'hallyu mondiale del K-pop            | BTS                                                                                 | Vincitore/trice | [ 53 ]          |
| Circle Chart Music Award                              | 2016 | Album dell'anno – secondo trimestre                     | The Most Beautiful Moment in Life, Pt. 1                                            | Candidato/a     | [ 54 ]          |
| Circle Chart Music Award                              | 2016 | Album dell'anno – quarto trimestre                      | The Most Beautiful Moment in Life, Pt. 2                                            | Candidato/a     | [ 54 ]          |
| Circle Chart Music Award                              | 2017 | Album dell'anno – quarto trimestre                      | Wings                                                                               | Vincitore/trice | [ 53 ]          |
| Circle Chart Music Award                              | 2017 | Premio popolarità globale V Live                        | BTS                                                                                 | Vincitore/trice | [ 53 ]          |
| Circle Chart Music Award                              | 2017 | Album dell'anno – secondo trimestre                     | The Most Beautiful Moment in Life: Young Forever                                    | Candidato/a     | [ 55 ]          |
| Circle Chart Music Award                              | 2017 | Canzone dell'anno – ottobre                             | "Blood Sweat & Tears"                                                               | Candidato/a     | [ 56 ]          |
| Circle Chart Music Award                              | 2018 | Album dell'anno – primo trimestre                       | You Never Walk Alone                                                                | Vincitore/trice | [ 53 ]          |
| Circle Chart Music Award                              | 2018 | Album dell'anno – terzo trimestre                       | Love Yourself: Her                                                                  | Vincitore/trice | [ 53 ]          |
| Circle Chart Music Award                              | 2018 | Canzone dell'anno – febbraio                            | "Spring Day"                                                                        | Candidato/a     | [ 57 ]          |
| Circle Chart Music Award                              | 2018 | Canzone dell'anno – settembre                           | "DNA"                                                                               | Candidato/a     | [ 57 ]          |
| Circle Chart Music Award                              | 2019 | Album dell'anno – secondo trimestre                     | Love Yourself: Tear                                                                 | Vincitore/trice | [ 58 ]          |
| Circle Chart Music Award                              | 2019 | Album dell'anno – terzo trimestre                       | Love Yourself: Answer                                                               | Vincitore/trice | [ 58 ]          |
| Circle Chart Music Award                              | 2019 | Contributo al K-pop                                     | BTS                                                                                 | Vincitore/trice | [ 59 ]          |
| Circle Chart Music Award                              | 2019 | Canzone dell'anno – maggio                              | "Fake Love"                                                                         | Candidato/a     | [ 60 ]          |
| Circle Chart Music Award                              | 2019 | Canzone dell'anno – maggio                              | "The Truth Untold"                                                                  | Candidato/a     | [ 60 ]          |
| Circle Chart Music Award                              | 2019 | Canzone dell'anno – agosto                              | "Idol"                                                                              | Candidato/a     | [ 60 ]          |
| Circle Chart Music Award                              | 2020 | Album dell'anno – secondo trimestre                     | Map of the Soul: Persona                                                            | Vincitore/trice | [ 61 ]          |
| Circle Chart Music Award                              | 2020 | Album retail dell'anno                                  | Map of the Soul: Persona                                                            | Vincitore/trice | [ 61 ]          |
| Circle Chart Music Award                              | 2020 | Social Hot Star of the Year                             | BTS                                                                                 | Vincitore/trice | [ 61 ]          |
| Circle Chart Music Award                              | 2020 | Canzone dell'anno – aprile                              | "Boy with Luv"                                                                      | Candidato/a     | [ 62 ]          |
| Circle Chart Music Award                              | 2021 | Album dell'anno – primo trimestre                       | Map of the Soul: 7                                                                  | Vincitore/trice | [ 63 ]          |
| Circle Chart Music Award                              | 2021 | Album retail dell'anno                                  | Map of the Soul: 7                                                                  | Vincitore/trice | [ 63 ]          |
| Circle Chart Music Award                              | 2021 | Album dell'anno – quarto trimestre                      | Be                                                                                  | Vincitore/trice | [ 63 ]          |
| Circle Chart Music Award                              | 2021 | Canzone dell'anno – febbraio                            | "On"                                                                                | Vincitore/trice | [ 63 ]          |
| Circle Chart Music Award                              | 2021 | Canzone dell'anno – agosto                              | "Dynamite"                                                                          | Vincitore/trice | [ 63 ]          |
| Circle Chart Music Award                              | 2021 | Canzone dell'anno – novembre                            | "Life Goes On"                                                                      | Vincitore/trice | [ 63 ]          |
| Circle Chart Music Award                              | 2021 | Canzone dell'anno – gennaio                             | "Black Swan"                                                                        | Candidato/a     | [ 64 ]          |
| Circle Chart Music Award                              | 2021 | Canzone dell'anno – febbraio                            | "00:00 (Zero O'Clock)"                                                              | Candidato/a     | [ 64 ]          |
| Circle Chart Music Award                              | 2021 | Canzone dell'anno – febbraio                            | "Filter"                                                                            | Candidato/a     | [ 64 ]          |
| Circle Chart Music Award                              | 2021 | Canzone dell'anno – febbraio                            | "Friends"                                                                           | Candidato/a     | [ 64 ]          |
| Circle Chart Music Award                              | 2021 | Canzone dell'anno – ottobre                             | "Savage Love (Laxed – Siren Beat) (BTS Remix)"                                      | Candidato/a     | [ 65 ]          |
| Circle Chart Music Award                              | 2021 | Mubeat Global Choice Award - uomini                     | BTS                                                                                 | Candidato/a     | [ 66 ]          |
| Circle Chart Music Award                              | 2022 | Album dell'anno – terzo trimestre                       | "Butter"                                                                            | Vincitore/trice | [ 67 ]          |
| Circle Chart Music Award                              | 2022 | Album retail dell'anno                                  | "Butter"                                                                            | Vincitore/trice | [ 67 ]          |
| Circle Chart Music Award                              | 2022 | Canzone dell'anno – maggio                              | "Butter"                                                                            | Vincitore/trice | [ 67 ]          |
| Circle Chart Music Award                              | 2022 | Canzone dell'anno – luglio                              | "Permission to Dance"                                                               | Vincitore/trice | [ 67 ]          |
| Circle Chart Music Award                              | 2022 | Canzone dell'anno – settembre                           | "My Universe"                                                                       | Vincitore/trice | [ 67 ]          |
| Circle Chart Music Award                              | 2022 | Mubeat Global Choice Award - uomini                     | BTS                                                                                 | Vincitore/trice | [ 67 ]          |
| Circle Chart Music Award                              | 2022 | Social Hot Star of the Year                             | BTS                                                                                 | Vincitore/trice | [ 67 ]          |
| Circle Chart Music Award                              | 2022 | Venditore di musica costante dell'anno                  | "Dynamite"                                                                          | Vincitore/trice | [ 67 ]          |
| Circle Chart Music Award                              | 2023 | Album dell'anno – terzo trimestre                       | Proof                                                                               | Vincitore/trice | [ 68 ]          |
| Circle Chart Music Award                              | 2023 | Album retail dell'anno                                  | Proof                                                                               | Vincitore/trice | [ 68 ]          |
| Circle Chart Music Award                              | 2023 | Canzone dell'anno - giugno                              | "Yet to Come (The Most Beautiful Moment)"                                           | Vincitore/trice | [ 68 ]          |
| Circle Chart Music Award                              | 2023 | Artista globale IdolPlus                                | BTS                                                                                 | Vincitore/trice | [ 68 ]          |
| Circle Chart Music Award                              | 2023 | Social Hot Star of the Year                             | BTS                                                                                 | Vincitore/trice | [ 68 ]          |
| Circle Chart Music Award                              | 2023 | Canzone dell'anno - dicembre                            | "Butter (Holiday Remix)"                                                            | Candidato/a     | [ 69 ]          |
| Circle Chart Music Award                              | 2023 | Canzone dell'anno - giugno                              | "Born Singer"                                                                       | Candidato/a     | [ 69 ]          |
| Circle Chart Music Award                              | 2023 | Canzone dell'anno - giugno                              | "For Youth"                                                                         | Candidato/a     | [ 69 ]          |
| Circle Chart Music Award                              | 2023 | Canzone dell'anno - giugno                              | "Run BTS"                                                                           | Candidato/a     | [ 69 ]          |
| Circle Chart Music Award                              | 2024 | Artista dell'anno (streaming globale)                   | "Take Two"                                                                          | Candidato/a     | [ 70 ]          |
| E! People's Choice Awards                             | 2018 | Celebrità social dell'anno                              | BTS                                                                                 | Vincitore/trice | [ 71 ]          |
| E! People's Choice Awards                             | 2018 | Gruppo dell'anno                                        | BTS                                                                                 | Vincitore/trice | [ 71 ]          |
| E! People's Choice Awards                             | 2018 | Canzone dell'anno                                       | "Idol"                                                                              | Vincitore/trice | [ 71 ]          |
| E! People's Choice Awards                             | 2018 | Video musicale dell'anno                                | "Idol"                                                                              | Vincitore/trice | [ 71 ]          |
| E! People's Choice Awards                             | 2019 | Gruppo dell'anno                                        | BTS                                                                                 | Candidato/a     | [ 72 ]          |
| E! People's Choice Awards                             | 2019 | Video musicale dell'anno                                | "Boy with Luv" (feat. Halsey)                                                       | Candidato/a     | [ 72 ]          |
| E! People's Choice Awards                             | 2019 | Tour dell'anno                                          | Love Yourself: Speak Yourself                                                       | Candidato/a     | [ 72 ]          |
| E! People's Choice Awards                             | 2020 | Album dell'anno                                         | Map of the Soul: 7                                                                  | Vincitore/trice | [ 73 ]          |
| E! People's Choice Awards                             | 2020 | Canzone dell'anno                                       | Dynamite                                                                            | Vincitore/trice | [ 73 ]          |
| E! People's Choice Awards                             | 2020 | Video musicale dell'anno                                | Dynamite                                                                            | Vincitore/trice | [ 73 ]          |
| E! People's Choice Awards                             | 2020 | Gruppo dell'anno                                        | BTS                                                                                 | Vincitore/trice | [ 73 ]          |
| E! People's Choice Awards                             | 2021 | Gruppo dell'anno                                        | BTS                                                                                 | Vincitore/trice | [ 73 ]          |
| E! People's Choice Awards                             | 2021 | Canzone dell'anno                                       | "Butter"                                                                            | Vincitore/trice | [ 73 ]          |
| E! People's Choice Awards                             | 2021 | Video musicale dell'anno                                | "Butter"                                                                            | Vincitore/trice | [ 73 ]          |
| E! People's Choice Awards                             | 2021 | Video musicale dell'anno                                | "My Universe" (con i Coldplay)                                                      | Candidato/a     | [ 74 ]          |
| E! People's Choice Awards                             | 2022 | Gruppo dell'anno                                        | BTS                                                                                 | Vincitore/trice | [ 75 ]          |
| E! People's Choice Awards                             | 2022 | Tour dell'anno                                          | Permission to Dance On Stage                                                        | Vincitore/trice | [ 75 ]          |
| E! People's Choice Awards                             | 2022 | Video musicale dell'anno                                | "Yet to Come (The Most Beautiful Moment)"                                           | Candidato/a     | [ 75 ]          |
| Edaily Culture Award                                  | 2019 | Gran premio                                             | Love Yourself World Tour                                                            | Vincitore/trice | [ 76 ]          |
| Edaily Culture Award                                  | 2019 | Miglior concerto                                        | Love Yourself World Tour                                                            | Vincitore/trice | [ 76 ]          |
| The Fact Music Award                                  | 2019 | Miglior album                                           | Love Yourself: Answer                                                               | Vincitore/trice | [ 77 ]          |
| The Fact Music Award                                  | 2019 | Artista dell'anno (Bonsang)                             | BTS                                                                                 | Vincitore/trice | [ 77 ]          |
| The Fact Music Award                                  | 2019 | Gran premio                                             | BTS                                                                                 | Vincitore/trice | [ 77 ]          |
| The Fact Music Award                                  | 2019 | Premio popolarità idol                                  | BTS                                                                                 | Vincitore/trice | [ 77 ]          |
| The Fact Music Award                                  | 2019 | Fan N Star Choice Award: Artist                         | BTS                                                                                 | Candidato/a     | [ 78 ]          |
| The Fact Music Award                                  | 2020 | Artista dell'anno (Bonsang)                             | BTS                                                                                 | Vincitore/trice | [ 79 ]          |
| The Fact Music Award                                  | 2020 | Gran premio                                             | BTS                                                                                 | Vincitore/trice | [ 79 ]          |
| The Fact Music Award                                  | 2020 | Premio popolarità TMA                                   | BTS                                                                                 | Vincitore/trice | [ 79 ]          |
| The Fact Music Award                                  | 2020 | Premio scelta degli ascoltatori                         | BTS                                                                                 | Vincitore/trice | [ 79 ]          |
| The Fact Music Award                                  | 2020 | Fan N Star Choice Award: Artist                         | BTS                                                                                 | Candidato/a     | [ 80 ]          |
| The Fact Music Award                                  | 2020 | Artista dell'anno (Bonsang)                             | BTS                                                                                 | Vincitore/trice | [ 81 ]          |
| The Fact Music Award                                  | 2020 | Gran premio                                             | BTS                                                                                 | Vincitore/trice | [ 81 ]          |
| The Fact Music Award                                  | 2020 | Icona globale                                           | BTS                                                                                 | Vincitore/trice | [ 81 ]          |
| The Fact Music Award                                  | 2020 | Premio scelta degli ascoltatori                         | BTS                                                                                 | Vincitore/trice | [ 81 ]          |
| The Fact Music Award                                  | 2020 | Premio popolarità TMA                                   | BTS                                                                                 | Candidato/a     | [ 82 ]          |
| The Fact Music Award                                  | 2020 | Fan N Star Choice Award: Artist                         | BTS                                                                                 | Candidato/a     | [ 82 ]          |
| The Fact Music Award                                  | 2021 | Artista dell'anno (Bonsang)                             | BTS                                                                                 | Vincitore/trice | [ 83 ]          |
| The Fact Music Award                                  | 2021 | Artista più votato Fan N Star (cantanti)                | BTS                                                                                 | Vincitore/trice | [ 83 ]          |
| The Fact Music Award                                  | 2021 | Gran premio                                             | BTS                                                                                 | Vincitore/trice | [ 83 ]          |
| The Fact Music Award                                  | 2021 | Premio popolarità U+Idol Live                           | BTS                                                                                 | Vincitore/trice | [ 83 ]          |
| The Fact Music Award                                  | 2021 | Scelta degli ascoltatori                                | BTS                                                                                 | Vincitore/trice | [ 83 ]          |
| The Fact Music Award                                  | 2021 | Best ADs Award                                          | BTS                                                                                 | Candidato/a     | [ 84 ]          |
| The Fact Music Award                                  | 2021 | Fan N Star Choice Award: Artist                         | BTS                                                                                 | Candidato/a     | [ 84 ]          |
| The Fact Music Award                                  | 2022 | Artista dell'anno (Bonsang)                             | BTS                                                                                 | Vincitore/trice | [ 85 ]          |
| The Fact Music Award                                  | 2022 | Artista più votato Fan N Star (cantanti)                | BTS                                                                                 | Vincitore/trice | [ 85 ]          |
| The Fact Music Award                                  | 2022 | Fan N Star Choice Award: Artist                         | BTS                                                                                 | Vincitore/trice | [ 85 ]          |
| The Fact Music Award                                  | 2022 | Gran premio                                             | BTS                                                                                 | Vincitore/trice | [ 85 ]          |
| The Fact Music Award                                  | 2022 | Premio globale Fan N Star                               | BTS                                                                                 | Vincitore/trice | [ 85 ]          |
| The Fact Music Award                                  | 2022 | Premio popolarità Idolplus                              | BTS                                                                                 | Vincitore/trice | [ 85 ]          |
| The Fact Music Award                                  | 2022 | Best ADs Award                                          | BTS                                                                                 | Candidato/a     | [ 86 ]          |
| The Fact Music Award                                  | 2023 | Artista più votato Fan N Star (cantanti)                | BTS                                                                                 | Vincitore/trice | [ 87 ]          |
| The Fact Music Award                                  | 2023 | Fan N Star Choice Award: Group                          | BTS                                                                                 | Vincitore/trice | [ 87 ]          |
| The Fact Music Award                                  | 2023 | Miglior musica (estate)                                 | Take Two                                                                            | Vincitore/trice | [ 87 ]          |
| Gaffa-Prisen                                          | 2019 | Miglior album internazionale                            | Love Yourself: Answer                                                               | Vincitore/trice | [ 88 ]          |
| Gaffa-Prisen                                          | 2019 | Miglior gruppo internazionale                           | BTS                                                                                 | Vincitore/trice | [ 88 ]          |
| Gaffa-Prisen                                          | 2019 | Miglior nuovo nome internazionale                       | BTS                                                                                 | Candidato/a     | [ 89 ]          |
| Gaffa-Prisen                                          | 2021 | Miglior album internazionale                            | Map of the Soul: 7                                                                  | Vincitore/trice | [ 90 ]          |
| Gaffa-Prisen                                          | 2021 | Miglior gruppo internazionale                           | BTS                                                                                 | Vincitore/trice | [ 90 ]          |
| Genie Music Award                                     | 2018 | Artista dell'anno                                       | BTS                                                                                 | Vincitore/trice | [ 91 ]          |
| Genie Music Award                                     | 2018 | Miglior fandom                                          | BTS                                                                                 | Vincitore/trice | [ 91 ]          |
| Genie Music Award                                     | 2018 | Miglior stile                                           | BTS                                                                                 | Vincitore/trice | [ 91 ]          |
| Genie Music Award                                     | 2018 | Premio gruppo maschile                                  | BTS                                                                                 | Vincitore/trice | [ 91 ]          |
| Genie Music Award                                     | 2018 | Premio popolarità di Genie Music                        | BTS                                                                                 | Vincitore/trice | [ 91 ]          |
| Genie Music Award                                     | 2018 | Premio popolarità globale di Idol Champ                 | BTS                                                                                 | Vincitore/trice | [ 91 ]          |
| Genie Music Award                                     | 2018 | Album digitale dell'anno                                | Love Yourself: Answer                                                               | Vincitore/trice | [ 91 ]          |
| Genie Music Award                                     | 2018 | Miglior video musicale                                  | "Idol"                                                                              | Vincitore/trice | [ 91 ]          |
| Genie Music Award                                     | 2018 | Traccia dance (uomini)                                  | "Idol"                                                                              | Vincitore/trice | [ 91 ]          |
| Genie Music Award                                     | 2018 | Canzone dell'anno                                       | "Idol"                                                                              | Candidato/a     | [ 92 ]          |
| Genie Music Award                                     | 2018 | Canzone dell'anno                                       | "Fake Love"                                                                         | Candidato/a     | [ 92 ]          |
| Genie Music Award                                     | 2018 | Premio Rap/Hip Hop                                      | "Fake Love"                                                                         | Candidato/a     | [ 92 ]          |
| Genie Music Award                                     | 2018 | Artista più venduto dell'anno                           | BTS                                                                                 | Candidato/a     | [ 92 ]          |
| Genie Music Award                                     | 2019 | Artista dell'anno                                       | BTS                                                                                 | Vincitore/trice | [ 93 ]          |
| Genie Music Award                                     | 2019 | Artista maschile dello spettacolo dell'anno             | BTS                                                                                 | Vincitore/trice | [ 93 ]          |
| Genie Music Award                                     | 2019 | Gruppo maschile dell'anno                               | BTS                                                                                 | Vincitore/trice | [ 93 ]          |
| Genie Music Award                                     | 2019 | Miglior video M2                                        | BTS                                                                                 | Vincitore/trice | [ 93 ]          |
| Genie Music Award                                     | 2019 | Premio popolarità di Genie Music                        | BTS                                                                                 | Vincitore/trice | [ 93 ]          |
| Genie Music Award                                     | 2019 | Premio popolarità globale                               | BTS                                                                                 | Vincitore/trice | [ 93 ]          |
| Genie Music Award                                     | 2019 | Miglior musica dell'anno                                | BTS                                                                                 | Candidato/a     | [ 94 ]          |
| Genie Music Award                                     | 2019 | Artista più venduto dell'anno                           | BTS                                                                                 | Candidato/a     | [ 94 ]          |
| Genie Music Award                                     | 2020 | Album dell'anno                                         | Map of the Soul: 7                                                                  | Vincitore/trice | [ 95 ]          |
| Genie Music Award                                     | 2020 | Miglior singolo dance                                   | "Dynamite"                                                                          | Vincitore/trice | [ 96 ]          |
| Genie Music Award                                     | 2020 | Artista dell'anno                                       | BTS                                                                                 | Candidato/a     | [ 97 ]          |
| Genie Music Award                                     | 2022 | Gruppo maschile dell'anno                               | BTS                                                                                 | Vincitore/trice | [ 98 ]          |
| Genie Music Award                                     | 2022 | Premio popolarità globale                               | BTS                                                                                 | Vincitore/trice | [ 98 ]          |
| Genie Music Award                                     | 2022 | Album dell'anno                                         | Proof                                                                               | Candidato/a     | [ 99 ]          |
| Global Award                                          | 2022 | Miglior gruppo                                          | BTS                                                                                 | Candidato/a     | [ 100 ]         |
| Golden Disc Award                                     | 2014 | Premio nuovo astro nascente in un album discografico    | BTS                                                                                 | Vincitore/trice | [ 101 ]         |
| Golden Disc Award                                     | 2015 | Bonsang – sezione album                                 | Dark & Wild                                                                         | Vincitore/trice | [ 101 ]         |
| Golden Disc Award                                     | 2015 | Daesang – sezione album                                 | Dark & Wild                                                                         | Candidato/a     | [ 101 ]         |
| Golden Disc Award                                     | 2016 | Bonsang – sezione album                                 | The Most Beautiful Moment in Life, Pt. 1                                            | Vincitore/trice | [ 101 ]         |
| Golden Disc Award                                     | 2016 | Daesang – sezione album                                 | The Most Beautiful Moment in Life, Pt. 1                                            | Candidato/a     | [ 101 ]         |
| Golden Disc Award                                     | 2016 | Premio popolarità globale                               | BTS                                                                                 | Candidato/a     | [ 103 ]         |
| Golden Disc Award                                     | 2017 | Bonsang – sezione album                                 | Wings                                                                               | Vincitore/trice | [ 101 ]         |
| Golden Disc Award                                     | 2017 | Premio artista globale K-pop                            | BTS                                                                                 | Vincitore/trice | [ 101 ]         |
| Golden Disc Award                                     | 2017 | Premio popolarità in Asia                               | BTS                                                                                 | Candidato/a     | [ 104 ]         |
| Golden Disc Award                                     | 2017 | Daesang – sezione album                                 | Wings                                                                               | Candidato/a     | [ 101 ]         |
| Golden Disc Award                                     | 2018 | Bonsang – sezione album                                 | Love Yourself: Her                                                                  | Vincitore/trice | [ 101 ]         |
| Golden Disc Award                                     | 2018 | Daesang – sezione album                                 | Love Yourself: Her                                                                  | Vincitore/trice | [ 101 ]         |
| Golden Disc Award                                     | 2018 | Bonsang – sezione canzoni                               | "Spring Day"                                                                        | Vincitore/trice | [ 101 ]         |
| Golden Disc Award                                     | 2018 | Daesang – sezione canzoni                               | "Spring Day"                                                                        | Candidato/a     | [ 105 ]         |
| Golden Disc Award                                     | 2018 | Premio popolarità globale                               | BTS                                                                                 | Candidato/a     | [ 105 ]         |
| Golden Disc Award                                     | 2019 | Bonsang – sezione album                                 | Love Yourself: Answer                                                               | Vincitore/trice | [ 106 ]         |
| Golden Disc Award                                     | 2019 | Daesang – sezione album                                 | Love Yourself: Answer                                                               | Vincitore/trice | [ 106 ]         |
| Golden Disc Award                                     | 2019 | Premio popolarità                                       | BTS                                                                                 | Vincitore/trice | [ 106 ]         |
| Golden Disc Award                                     | 2019 | Stella K-pop più popolare NetEase                       | BTS                                                                                 | Vincitore/trice | [ 106 ]         |
| Golden Disc Award                                     | 2019 | Top 10 dei migliori artisti globali su V Live           | BTS                                                                                 | Vincitore/trice | [ 106 ]         |
| Golden Disc Award                                     | 2019 | Bonsang – sezione canzoni                               | "Fake Love"                                                                         | Vincitore/trice | [ 106 ]         |
| Golden Disc Award                                     | 2019 | Daesang – sezione canzoni                               | "Fake Love"                                                                         | Candidato/a     | [ 106 ]         |
| Golden Disc Award                                     | 2020 | Daesang – sezione canzoni                               | "Boy with Luv"                                                                      | Vincitore/trice | [ 107 ]         |
| Golden Disc Award                                     | 2020 | Bonsang – sezione canzoni                               | "Boy with Luv"                                                                      | Vincitore/trice | [ 107 ]         |
| Golden Disc Award                                     | 2020 | Bonsang – sezione album                                 | Map of the Soul: Persona                                                            | Vincitore/trice | [ 108 ]         |
| Golden Disc Award                                     | 2020 | Daesang – sezione album                                 | Map of the Soul: Persona                                                            | Vincitore/trice | [ 108 ]         |
| Golden Disc Award                                     | 2020 | Premio stella del K-pop                                 | BTS                                                                                 | Vincitore/trice | [ 108 ]         |
| Golden Disc Award                                     | 2020 | Premio popolarità                                       | BTS                                                                                 | Vincitore/trice | [ 108 ]         |
| Golden Disc Award                                     | 2021 | Bonsang – sezione canzoni                               | "Dynamite"                                                                          | Vincitore/trice | [ 109 ]         |
| Golden Disc Award                                     | 2021 | Bonsang – sezione album                                 | Map of the Soul: 7                                                                  | Vincitore/trice | [ 110 ]         |
| Golden Disc Award                                     | 2021 | Daesang – sezione album                                 | Map of the Soul: 7                                                                  | Vincitore/trice | [ 110 ]         |
| Golden Disc Award                                     | 2021 | Premio popolarità                                       | BTS                                                                                 | Vincitore/trice | [ 110 ]         |
| Golden Disc Award                                     | 2021 | Premio stella K-pop scelta dai fan                      | BTS                                                                                 | Candidato/a     | [ 111 ]         |
| Golden Disc Award                                     | 2021 | Daesang – sezione canzoni                               | "Dynamite"                                                                          | Candidato/a     | [ 109 ]         |
| Golden Disc Award                                     | 2022 | Bonsang – sezione album                                 | Be                                                                                  | Vincitore/trice | [ 112 ]         |
| Golden Disc Award                                     | 2022 | Daesang – sezione album                                 | Be                                                                                  | Vincitore/trice | [ 112 ]         |
| Golden Disc Award                                     | 2022 | Bonsang – sezione canzoni                               | "Butter"                                                                            | Vincitore/trice | [ 112 ]         |
| Golden Disc Award                                     | 2022 | Premio popolarità                                       | BTS                                                                                 | Vincitore/trice | [ 112 ]         |
| Golden Disc Award                                     | 2023 | Bonsang – sezione album                                 | Proof                                                                               | Vincitore/trice | [ 113 ]         |
| Golden Disc Award                                     | 2023 | Daesang – sezione album                                 | Proof                                                                               | Vincitore/trice | [ 113 ]         |
| Golden Disc Award                                     | 2023 | Premio popolarità                                       | BTS                                                                                 | Vincitore/trice | [ 113 ]         |
| Grammy Award                                          | 2021 | Miglior performance pop di un duo o un gruppo           | "Dynamite"                                                                          | Candidato/a     | [ 8 ]           |
| Grammy Award                                          | 2022 | Miglior performance pop di un duo o un gruppo           | "Butter"                                                                            | Candidato/a     | [ 114 ]         |
| Grammy Award                                          | 2023 | Miglior performance pop di un duo o un gruppo           | "My Universe" (con i Coldplay)                                                      | Candidato/a     | [ 115 ]         |
| Grammy Award                                          | 2023 | Miglior videoclip                                       | "Yet to Come (The Most Beautiful Moment)"                                           | Candidato/a     | [ 115 ]         |
| Grammy Award                                          | 2023 | Album dell'anno                                         | Music of the Spheres (come artisti ospiti)                                          | Candidato/a     | [ 115 ]         |
| Hanteo Music Award                                    | 2022 | Premio artisti – gruppo maschile                        | BTS                                                                                 | Vincitore/trice | [ 116 ]         |
| Hanteo Music Award                                    | 2022 | Premio record di vendite nella prima settimana          | BTS                                                                                 | Vincitore/trice | [ 116 ]         |
| Hanteo Music Award                                    | 2022 | Premio WhosFan                                          | BTS                                                                                 | Vincitore/trice | [ 116 ]         |
| Hanteo Music Award                                    | 2023 | Artista dell'anno (bonsang)                             | BTS                                                                                 | Vincitore/trice | [ 117 ]         |
| Hanteo Music Award                                    | 2023 | Miglior artista (daesang)                               | BTS                                                                                 | Vincitore/trice | [ 117 ]         |
| Hanteo Music Award                                    | 2023 | Miglior canzone (daesang)                               | BTS                                                                                 | Vincitore/trice | [ 117 ]         |
| Hanteo Music Award                                    | 2023 | Premio artista globale – tutti i continenti             | BTS                                                                                 | Vincitore/trice | [ 117 ]         |
| Hanteo Music Award                                    | 2023 | Premio WhosFan                                          | BTS                                                                                 | Vincitore/trice | [ 117 ]         |
| iF Product Design Award                               | 2018 | Premio brand identity                                   | BTS, Plus X (partner creativo)                                                      | Vincitore/trice | [ 118 ]         |
| International Federation of the Phonographic Industry | 2020 | Album globale dell'anno (tutti i formati)               | Map of the Soul: 7                                                                  | Vincitore/trice | [ 119 ]         |
| International Federation of the Phonographic Industry | 2020 | Album globale dell'anno (vendite)                       | Map of the Soul: 7                                                                  | Vincitore/trice | [ 120 ]         |
| International Federation of the Phonographic Industry | 2020 | Artista musicale globale dell'anno                      | BTS                                                                                 | Vincitore/trice | [ 121 ]         |
| International Federation of the Phonographic Industry | 2021 | Artista musicale globale dell'anno                      | BTS                                                                                 | Vincitore/trice | [ 122 ]         |
| iHeartRadio MMVAs                                     | 2018 | Duo o gruppo preferito dai fan                          | BTS                                                                                 | Vincitore/trice | [ 123 ]         |
| iHeartRadio Music Awards                              | 2018 | Miglior boy band                                        | BTS                                                                                 | Vincitore/trice | [ 124 ]         |
| iHeartRadio Music Awards                              | 2018 | Miglior esercito di fan                                 | BTS                                                                                 | Vincitore/trice | [ 124 ]         |
| iHeartRadio Music Awards                              | 2019 | Miglior esercito di fan                                 | BTS                                                                                 | Vincitore/trice | [ 125 ]         |
| iHeartRadio Music Awards                              | 2020 | Miglior esercito di fan                                 | BTS                                                                                 | Vincitore/trice | [ 126 ]         |
| iHeartRadio Music Awards                              | 2020 | Miglior video musicale                                  | "Boy with Luv"                                                                      | Vincitore/trice | [ 126 ]         |
| iHeartRadio Music Awards                              | 2021 | Miglior video musicale                                  | "Dynamite"                                                                          | Vincitore/trice | [ 127 ]         |
| iHeartRadio Music Awards                              | 2021 | Miglior esercito di fan                                 | BTS                                                                                 | Vincitore/trice | [ 127 ]         |
| iHeartRadio Music Awards                              | 2021 | Miglior duo/gruppo dell'anno                            | BTS                                                                                 | Candidato/a     | [ 127 ]         |
| iHeartRadio Music Awards                              | 2022 | Miglior duo/gruppo dell'anno                            | BTS                                                                                 | Candidato/a     | [ 128 ]         |
| iHeartRadio Music Awards                              | 2022 | Miglior esercito di fan                                 | BTS                                                                                 | Vincitore/trice | [ 129 ]         |
| iHeartRadio Music Awards                              | 2022 | Miglior video musicale                                  | "Butter"                                                                            | Vincitore/trice | [ 129 ]         |
| iHeartRadio Music Awards                              | 2023 | Miglior esercito di fan                                 | BTS                                                                                 | Vincitore/trice | [ 130 ]         |
| iHeartRadio Music Awards                              | 2023 | Miglior video musicale                                  | "Yet to Come (The Most Beautiful Moment)"                                           | Vincitore/trice | [ 130 ]         |
| iHeartRadio Music Awards                              | 2024 | Miglior esercito di fan                                 | BTS                                                                                 | Vincitore/trice | [ 131 ]         |
| Japan Gold Disc Award                                 | 2015 | Nuovo artista dell'anno (Asia)                          | BTS                                                                                 | Vincitore/trice | [ 132 ]         |
| Japan Gold Disc Award                                 | 2015 | Tre migliori nuovi artisti (Asia)                       | BTS                                                                                 | Vincitore/trice | [ 132 ]         |
| Japan Gold Disc Award                                 | 2017 | Tre migliori album (Asia)                               | Youth                                                                               | Vincitore/trice | [ 133 ]         |
| Japan Gold Disc Award                                 | 2019 | Album dell'anno (Asia)                                  | Face Yourself                                                                       | Vincitore/trice | [ 134 ]         |
| Japan Gold Disc Award                                 | 2019 | Tre migliori album (Asia)                               | Face Yourself                                                                       | Vincitore/trice | [ 134 ]         |
| Japan Gold Disc Award                                 | 2019 | Tre migliori album (Asia)                               | Love Yourself: Answer                                                               | Vincitore/trice | [ 134 ]         |
| Japan Gold Disc Award                                 | 2019 | Miglior artista asiatico                                | BTS                                                                                 | Vincitore/trice | [ 134 ]         |
| Japan Gold Disc Award                                 | 2019 | Miglior video musicale (Asia)                           | 2017 BTS Live Trilogy Episode III: The Wings Tour ~Special Edition~ at Kyocera Dome | Vincitore/trice | [ 134 ]         |
| Japan Gold Disc Award                                 | 2020 | Canzone dell'anno per download (Asia)                   | Lights                                                                              | Vincitore/trice | [ 135 ]         |
| Japan Gold Disc Award                                 | 2020 | Cinque migliori singoli                                 | Lights/Boy with Luv                                                                 | Vincitore/trice | [ 135 ]         |
| Japan Gold Disc Award                                 | 2020 | Miglior artista asiatico                                | BTS                                                                                 | Vincitore/trice | [ 135 ]         |
| Japan Gold Disc Award                                 | 2020 | Miglior video musicale (Asia)                           | BTS World Tour ‘Love Yourself’ ~Japan Edition~                                      | Vincitore/trice | [ 135 ]         |
| Japan Gold Disc Award                                 | 2021 | Album dell'anno (Asia)                                  | Map of the Soul: 7 - The Journey                                                    | Vincitore/trice | [ 136 ]         |
| Japan Gold Disc Award                                 | 2021 | Artista dell'anno (Asia)                                | BTS                                                                                 | Vincitore/trice | [ 136 ]         |
| Japan Gold Disc Award                                 | 2021 | Canzone dell'anno per download (Asia)                   | "Dynamite"                                                                          | Vincitore/trice | [ 136 ]         |
| Japan Gold Disc Award                                 | 2021 | Canzone dell'anno per lo streaming (Asia)               | "Dynamite"                                                                          | Vincitore/trice | [ 136 ]         |
| Japan Gold Disc Award                                 | 2021 | Cinque migliori canzoni per lo streaming (Asia)         | "Dynamite"                                                                          | Vincitore/trice | [ 136 ]         |
| Japan Gold Disc Award                                 | 2021 | Tre migliori album (Asia)                               | Map of the Soul: 7 - The Journey                                                    | Vincitore/trice | [ 136 ]         |
| Japan Gold Disc Award                                 | 2021 | Tre migliori album (Asia)                               | Map of the Soul: 7                                                                  | Vincitore/trice | [ 136 ]         |
| Japan Gold Disc Award                                 | 2021 | Video musicale dell'anno (Asia)                         | BTS World Tour ‘Love Yourself: Speak Yourself’ ~Japan Edition~                      | Vincitore/trice | [ 136 ]         |
| Japan Gold Disc Award                                 | 2022 | Album dell'anno (Asia)                                  | BTS, the Best                                                                       | Vincitore/trice | [ 137 ]         |
| Japan Gold Disc Award                                 | 2022 | Artista dell'anno (Asia)                                | BTS                                                                                 | Vincitore/trice | [ 137 ]         |
| Japan Gold Disc Award                                 | 2022 | Canzone dell'anno per download (Occidente)              | "My Universe"                                                                       | Vincitore/trice | [ 137 ]         |
| Japan Gold Disc Award                                 | 2022 | Canzone dell'anno per download (Asia)                   | "Butter"                                                                            | Vincitore/trice | [ 137 ]         |
| Japan Gold Disc Award                                 | 2022 | Canzone dell'anno per lo streaming (Asia)               | "Butter"                                                                            | Vincitore/trice | [ 137 ]         |
| Japan Gold Disc Award                                 | 2022 | Cinque migliori canzoni per il download (Asia)          | "Butter"                                                                            | Vincitore/trice | [ 137 ]         |
| Japan Gold Disc Award                                 | 2022 | Cinque migliori canzoni per lo streaming (Asia)         | "Butter"                                                                            | Vincitore/trice | [ 137 ]         |
| Japan Gold Disc Award                                 | 2022 | Cinque migliori canzoni per lo streaming (Asia)         | "Permission to Dance"                                                               | Vincitore/trice | [ 137 ]         |
| Japan Gold Disc Award                                 | 2022 | Tre migliori album (Asia)                               | BTS, the Best                                                                       | Vincitore/trice | [ 137 ]         |
| Japan Gold Disc Award                                 | 2022 | Video musicale dell'anno (Asia)                         | Map of the Soul On:E                                                                | Vincitore/trice | [ 137 ]         |
| Japan Gold Disc Award                                 | 2022 | Artista dell'anno (Asia)                                | BTS                                                                                 | Vincitore/trice | [ 138 ]         |
| Japan Gold Disc Award                                 | 2022 | Canzone dell'anno per download (Asia)                   | "Yet to Come (The Most Beautiful Moment)"                                           | Vincitore/trice | [ 138 ]         |
| Japan Gold Disc Award                                 | 2022 | Tre migliori album (Asia)                               | Proof                                                                               | Vincitore/trice | [ 138 ]         |
| Japan Gold Disc Award                                 | 2022 | Video musicale dell'anno (Asia)                         | BTS 2021 Muster Sowoozoo                                                            | Vincitore/trice | [ 138 ]         |
| Japan Record Award                                    | 2020 | Premio speciale musica internazionale                   | BTS                                                                                 | Vincitore/trice | [ 139 ]         |
| Japan Record Award                                    | 2021 | Premio speciale musica internazionale                   | BTS                                                                                 | Vincitore/trice | [ 140 ]         |
| JASRAC Award                                          | 2022 | Premio alle opere straniere                             | "Dynamite"                                                                          | Vincitore/trice | [ 141 ]         |
| JASRAC Award                                          | 2023 | Premio alle opere straniere                             | "Butter"                                                                            | Vincitore/trice | [ 142 ]         |
| KOMCA Award                                           | 2020 | Canzone dell'anno                                       | "Boy with Luv"                                                                      | Vincitore/trice | [ 143 ]         |
| KOMCA Award                                           | 2021 | Canzone dell'anno                                       | "Dynamite"                                                                          | Vincitore/trice | [ 144 ]         |
| KOMCA Award                                           | 2022 | Canzone dell'anno                                       | "Butter"                                                                            | Vincitore/trice | [ 145 ]         |
| Korea First Brand Award                               | 2019 | Idol maschile dell'anno                                 | BTS                                                                                 | Vincitore/trice | [ 146 ]         |
| Korea First Brand Award                               | 2020 | Idol maschile dell'anno                                 | BTS                                                                                 | Vincitore/trice | [ 147 ]         |
| Korea First Brand Award                               | 2021 | Idol maschile dell'anno                                 | BTS                                                                                 | Vincitore/trice | [ 148 ]         |
| Korea Popular Music Award                             | 2018 | Miglior album                                           | Love Yourself: Answer                                                               | Vincitore/trice | [ 149 ]         |
| Korea Popular Music Award                             | 2018 | Premio Bonsang                                          | BTS                                                                                 | Vincitore/trice | [ 149 ]         |
| Korea Popular Music Award                             | 2018 | Miglior artista                                         | BTS                                                                                 | Candidato/a     | [ 150 ]         |
| Korea Popular Music Award                             | 2018 | Premio popolarità                                       | BTS                                                                                 | Candidato/a     | [ 150 ]         |
| Korea Popular Music Award                             | 2018 | Miglior canzone digitale                                | "Idol"                                                                              | Candidato/a     | [ 150 ]         |
| Korean Broadcasting Award                             | 2017 | Premio artista                                          | BTS                                                                                 | Vincitore/trice | [ 151 ]         |
| Korean Broadcasting Award                             | 2018 | Premio artista                                          | BTS                                                                                 | Vincitore/trice | [ 152 ]         |
| Korean Broadcasting Award                             | 2020 | Premio artista                                          | BTS                                                                                 | Vincitore/trice | [ 153 ]         |
| Korean Broadcasting Award                             | 2021 | Miglior artista maschile                                | BTS                                                                                 | Vincitore/trice | [ 154 ]         |
| Korean Broadcasting Award                             | 2021 | Premio cantante popolare                                | BTS                                                                                 | Vincitore/trice | [ 154 ]         |
| Korean Music Award                                    | 2018 | Musicista dell'anno                                     | BTS                                                                                 | Vincitore/trice | [ 155 ]         |
| Korean Music Award                                    | 2018 | Canzone dell'anno                                       | "DNA"                                                                               | Candidato/a     | [ 155 ]         |
| Korean Music Award                                    | 2018 | Miglior canzone pop                                     | "DNA"                                                                               | Candidato/a     | [ 156 ]         |
| Korean Music Award                                    | 2018 | Miglior album pop                                       | Love Yourself: Her                                                                  | Candidato/a     | [ 156 ]         |
| Korean Music Award                                    | 2019 | Musicista dell'anno                                     | BTS                                                                                 | Vincitore/trice | [ 157 ]         |
| Korean Music Award                                    | 2019 | Canzone dell'anno                                       | "Fake Love"                                                                         | Vincitore/trice | [ 157 ]         |
| Korean Music Award                                    | 2019 | Miglior canzone pop                                     | "Fake Love"                                                                         | Vincitore/trice | [ 157 ]         |
| Korean Music Award                                    | 2019 | Canzone dell'anno                                       | "Idol"                                                                              | Candidato/a     | [ 158 ]         |
| Korean Music Award                                    | 2019 | Miglior canzone pop                                     | "Idol"                                                                              | Candidato/a     | [ 158 ]         |
| Korean Music Award                                    | 2019 | Album dell'anno                                         | Love Yourself: Answer                                                               | Candidato/a     | [ 158 ]         |
| Korean Music Award                                    | 2019 | Miglior album pop                                       | Love Yourself: Answer                                                               | Candidato/a     | [ 158 ]         |
| Korean Music Award                                    | 2020 | Musicista dell'anno                                     | BTS                                                                                 | Candidato/a     | [ 159 ]         |
| Korean Music Award                                    | 2020 | Canzone dell'anno                                       | "Boy with Luv"                                                                      | Candidato/a     | [ 159 ]         |
| Korean Music Award                                    | 2020 | Miglior canzone pop                                     | "Boy with Luv"                                                                      | Candidato/a     | [ 159 ]         |
| Korean Music Award                                    | 2021 | Canzone dell'anno                                       | "Dynamite"                                                                          | Vincitore/trice | [ 160 ]         |
| Korean Music Award                                    | 2021 | Miglior canzone pop                                     | "Dynamite"                                                                          | Vincitore/trice | [ 160 ]         |
| Korean Music Award                                    | 2021 | Musicista dell'anno                                     | BTS                                                                                 | Candidato/a     | [ 161 ]         |
| Korean Music Award                                    | 2021 | Album dell'anno                                         | Map of the Soul: 7                                                                  | Candidato/a     | [ 161 ]         |
| Korean Music Award                                    | 2021 | Miglior album pop                                       | Map of the Soul: 7                                                                  | Candidato/a     | [ 161 ]         |
| Korean Music Award                                    | 2022 | Musicista dell'anno                                     | BTS                                                                                 | Vincitore/trice | [ 162 ]         |
| Korean Music Award                                    | 2022 | Canzone dell'anno                                       | "Butter"                                                                            | Candidato/a     | [ 163 ]         |
| Korean Music Award                                    | 2022 | Miglior canzone K-pop                                   | "Butter"                                                                            | Candidato/a     | [ 163 ]         |
| Korean PD Award                                       | 2021 | Premio performer                                        | BTS                                                                                 | Vincitore/trice | [ 164 ]         |
| MAMA Award                                            | 2013 | Miglior nuovo artista maschile                          | BTS                                                                                 | Candidato/a     | [ 165 ]         |
| MAMA Award                                            | 2014 | Miglior esibizione di ballo – gruppi maschili           | "Boy In Luv"                                                                        | Candidato/a     | [ 166 ]         |
| MAMA Award                                            | 2015 | Miglior performer mondiale                              | BTS                                                                                 | Vincitore/trice | [ 167 ]         |
| MAMA Award                                            | 2015 | Miglior gruppo maschile                                 | BTS                                                                                 | Candidato/a     | [ 168 ]         |
| MAMA Award                                            | 2015 | Album dell'anno                                         | The Most Beautiful Moment in Life, Pt. 1                                            | Candidato/a     | [ 169 ]         |
| MAMA Award                                            | 2016 | Artista dell'anno                                       | BTS                                                                                 | Vincitore/trice | [ 170 ]         |
| MAMA Award                                            | 2016 | Miglior esibizione di ballo – gruppi maschili           | "Blood Sweat & Tears"                                                               | Vincitore/trice | [ 170 ]         |
| MAMA Award                                            | 2016 | Canzone dell'anno                                       | "Blood Sweat & Tears"                                                               | Candidato/a     | [ 171 ]         |
| MAMA Award                                            | 2016 | Miglior video musicale                                  | "Blood Sweat & Tears"                                                               | Candidato/a     | [ 171 ]         |
| MAMA Award                                            | 2016 | Miglior gruppo maschile                                 | BTS                                                                                 | Candidato/a     | [ 171 ]         |
| MAMA Award                                            | 2016 | Artista mondiale preferito iQIYI                        | BTS                                                                                 | Candidato/a     | [ 172 ]         |
| MAMA Award                                            | 2016 | Album dell'anno                                         | Wings                                                                               | Candidato/a     | [ 173 ]         |
| MAMA Award                                            | 2017 | Artista dell'anno                                       | BTS                                                                                 | Vincitore/trice | [ 174 ]         |
| MAMA Award                                            | 2017 | Miglior stile asiatico a Hong Kong                      | BTS                                                                                 | Vincitore/trice | [ 174 ]         |
| MAMA Award                                            | 2017 | Miglior video musicale                                  | "Spring Day"                                                                        | Vincitore/trice | [ 174 ]         |
| MAMA Award                                            | 2017 | Miglior gruppo maschile                                 | BTS                                                                                 | Candidato/a     | [ 175 ]         |
| MAMA Award                                            | 2017 | Stella K-pop preferita                                  | BTS                                                                                 | Candidato/a     | [ 176 ]         |
| MAMA Award                                            | 2017 | Canzone dell'anno                                       | "DNA"                                                                               | Candidato/a     | [ 177 ]         |
| MAMA Award                                            | 2017 | Miglior esibizione di ballo – gruppi maschili           | "DNA"                                                                               | Candidato/a     | [ 175 ]         |
| MAMA Award                                            | 2017 | Scelta dei fan globali di Mwave                         | "DNA"                                                                               | Candidato/a     | [ 178 ]         |
| MAMA Award                                            | 2017 | Album dell'anno                                         | Love Yourself: Her                                                                  | Candidato/a     | [ 179 ]         |
| MAMA Award                                            | 2018 | Artista dell'anno                                       | BTS                                                                                 | Vincitore/trice | [ 180 ]         |
| MAMA Award                                            | 2018 | Ballerino preferito (uomini)                            | BTS                                                                                 | Vincitore/trice | [ 180 ]         |
| MAMA Award                                            | 2018 | Icona mondiale dell'anno                                | BTS                                                                                 | Vincitore/trice | [ 180 ]         |
| MAMA Award                                            | 2018 | Miglior stile asiatico                                  | BTS                                                                                 | Vincitore/trice | [ 180 ]         |
| MAMA Award                                            | 2018 | Top 10 mondiale scelta dai fan                          | BTS                                                                                 | Vincitore/trice | [ 180 ]         |
| MAMA Award                                            | 2018 | Album dell'anno                                         | Love Yourself: Tear                                                                 | Vincitore/trice | [ 180 ]         |
| MAMA Award                                            | 2018 | Miglior video musicale TikTok                           | "Idol"                                                                              | Vincitore/trice | [ 180 ]         |
| MAMA Award                                            | 2018 | Video musicale preferito                                | "Idol"                                                                              | Vincitore/trice | [ 180 ]         |
| MAMA Award                                            | 2018 | Scelta globale dei fan di Mwave                         | "Fake Love"                                                                         | Vincitore/trice | [ 180 ]         |
| MAMA Award                                            | 2018 | Canzone dell'anno                                       | "Fake Love"                                                                         | Candidato/a     | [ 181 ]         |
| MAMA Award                                            | 2018 | Miglior esibizione di ballo – gruppi maschili           | "Fake Love"                                                                         | Candidato/a     | [ 181 ]         |
| MAMA Award                                            | 2018 | Miglior gruppo maschile                                 | BTS                                                                                 | Candidato/a     | [ 181 ]         |
| MAMA Award                                            | 2019 | Artista dell'anno                                       | BTS                                                                                 | Vincitore/trice | [ 4 ]           |
| MAMA Award                                            | 2019 | Artista maschile preferito                              | BTS                                                                                 | Vincitore/trice | [ 4 ]           |
| MAMA Award                                            | 2019 | Icona mondiale dell'anno                                | BTS                                                                                 | Vincitore/trice | [ 4 ]           |
| MAMA Award                                            | 2019 | Miglior esibizione di ballo – gruppi maschili           | BTS                                                                                 | Vincitore/trice | [ 4 ]           |
| MAMA Award                                            | 2019 | Miglior gruppo maschile                                 | BTS                                                                                 | Vincitore/trice | [ 4 ]           |
| MAMA Award                                            | 2019 | Top 10 mondiale scelta dai fan                          | BTS                                                                                 | Vincitore/trice | [ 4 ]           |
| MAMA Award                                            | 2019 | Album dell'anno                                         | Map of the Soul: Persona                                                            | Vincitore/trice | [ 4 ]           |
| MAMA Award                                            | 2019 | Canzone dell'anno                                       | "Boy with Luv" feat. Halsey                                                         | Vincitore/trice | [ 4 ]           |
| MAMA Award                                            | 2019 | Miglior video musicale                                  | "Boy with Luv" feat. Halsey                                                         | Vincitore/trice | [ 4 ]           |
| MAMA Award                                            | 2020 | 2020 Visionary                                          | BTS                                                                                 | Vincitore/trice | [ 182 ]         |
| MAMA Award                                            | 2020 | Artista dell'anno                                       | BTS                                                                                 | Vincitore/trice | [ 182 ]         |
| MAMA Award                                            | 2020 | Miglior gruppo maschile                                 | BTS                                                                                 | Vincitore/trice | [ 182 ]         |
| MAMA Award                                            | 2020 | Icona mondiale dell'anno                                | BTS                                                                                 | Vincitore/trice | [ 182 ]         |
| MAMA Award                                            | 2020 | Top 10 mondiale scelta dai fan                          | BTS                                                                                 | Vincitore/trice | [ 182 ]         |
| MAMA Award                                            | 2020 | Album dell'anno                                         | Map of the Soul: 7                                                                  | Vincitore/trice | [ 182 ]         |
| MAMA Award                                            | 2020 | Canzone dell'anno                                       | "Dynamite"                                                                          | Vincitore/trice | [ 182 ]         |
| MAMA Award                                            | 2020 | Miglior esibizione di ballo – gruppi maschili           | "Dynamite"                                                                          | Vincitore/trice | [ 182 ]         |
| MAMA Award                                            | 2020 | Miglior video musicale                                  | "Dynamite"                                                                          | Vincitore/trice | [ 182 ]         |
| MAMA Award                                            | 2021 | 2021 Visionary                                          | BTS                                                                                 | Vincitore/trice | [ 183 ]         |
| MAMA Award                                            | 2021 | Artista dell'anno                                       | BTS                                                                                 | Vincitore/trice | [ 1 ]           |
| MAMA Award                                            | 2021 | Icona globale dell'anno                                 | BTS                                                                                 | Vincitore/trice | [ 1 ]           |
| MAMA Award                                            | 2021 | Miglior gruppo maschile                                 | BTS                                                                                 | Vincitore/trice | [ 1 ]           |
| MAMA Award                                            | 2021 | Momento preferito su TikTok                             | BTS                                                                                 | Vincitore/trice | [ 1 ]           |
| MAMA Award                                            | 2021 | Top 10 mondiale scelta dai fan                          | BTS                                                                                 | Vincitore/trice | [ 1 ]           |
| MAMA Award                                            | 2021 | Album dell'anno                                         | Be                                                                                  | Vincitore/trice | [ 1 ]           |
| MAMA Award                                            | 2021 | Canzone dell'anno                                       | "Butter"                                                                            | Vincitore/trice | [ 1 ]           |
| MAMA Award                                            | 2021 | Miglior esibizione di ballo – gruppi maschili           | "Butter"                                                                            | Vincitore/trice | [ 1 ]           |
| MAMA Award                                            | 2021 | Miglior video musicale                                  | "Butter"                                                                            | Vincitore/trice | [ 1 ]           |
| MAMA Award                                            | 2021 | Canzone dell'anno                                       | "My Universe" (con i Coldplay)                                                      | Candidato/a     | [ 184 ]         |
| MAMA Award                                            | 2021 | Miglior collaborazione                                  | "My Universe" (con i Coldplay)                                                      | Candidato/a     | [ 184 ]         |
| MAMA Award                                            | 2022 | Album dell'anno                                         | Proof                                                                               | Vincitore/trice | [ 185 ]         |
| MAMA Award                                            | 2022 | Artista dell'anno                                       | BTS                                                                                 | Vincitore/trice | [ 185 ]         |
| MAMA Award                                            | 2022 | Icona globale dell'anno                                 | BTS                                                                                 | Vincitore/trice | [ 185 ]         |
| MAMA Award                                            | 2022 | MAMA Platinum                                           | BTS                                                                                 | Vincitore/trice | [ 185 ]         |
| MAMA Award                                            | 2022 | Miglior gruppo maschile                                 | BTS                                                                                 | Vincitore/trice | [ 185 ]         |
| MAMA Award                                            | 2022 | Top 10 mondiale scelta dai fan                          | BTS                                                                                 | Vincitore/trice | [ 185 ]         |
| MAMA Award                                            | 2022 | Canzone dell'anno                                       | "Yet to Come (The Most Beautiful Moment)"                                           | Candidato/a     | [ 186 ]         |
| MAMA Award                                            | 2022 | Miglior esecuzione vocale di gruppo                     | "Yet to Come (The Most Beautiful Moment)"                                           | Candidato/a     | [ 186 ]         |
| MAMA Award                                            | 2023 | Icona globale dell'anno                                 | BTS                                                                                 | Vincitore/trice | [ 187 ]         |
| MAMA Award                                            | 2023 | Top 10 mondiale scelta dai fan                          | BTS                                                                                 | Vincitore/trice | [ 187 ]         |
| MAMA Award                                            | 2023 | Miglior colonna sonora                                  | "The Planet"                                                                        | Vincitore/trice | [ 187 ]         |
| MAMA Award                                            | 2023 | Canzone dell'anno                                       | "The Planet"                                                                        | Candidato/a     | [ 188 ]         |
| MAMA Award                                            | 2023 | Canzone dell'anno                                       | "Take Two"                                                                          | Candidato/a     | [ 188 ]         |
| MAMA Award                                            | 2023 | Miglior esecuzione vocale di gruppo                     | "Take Two"                                                                          | Candidato/a     | [ 188 ]         |
| Melon Music Award                                     | 2013 | Nuovo artista dell'anno                                 | BTS                                                                                 | Vincitore/trice | [ 189 ]         |
| Melon Music Award                                     | 2015 | Miglior danza maschile                                  | "I Need U"                                                                          | Vincitore/trice | [ 189 ]         |
| Melon Music Award                                     | 2015 | Top 10 artisti                                          | BTS                                                                                 | Candidato/a     | [ 190 ]         |
| Melon Music Award                                     | 2016 | Album dell'anno                                         | The Most Beautiful Moment in Life: Young Forever                                    | Vincitore/trice | [ 189 ]         |
| Melon Music Award                                     | 2016 | Top 10 artisti                                          | BTS                                                                                 | Vincitore/trice | [ 189 ]         |
| Melon Music Award                                     | 2016 | Premio popolarità tra i netizen                         | BTS                                                                                 | Candidato/a     | [ 191 ]         |
| Melon Music Award                                     | 2016 | Stella famosa su Kakao                                  | BTS                                                                                 | Candidato/a     | [ 191 ]         |
| Melon Music Award                                     | 2016 | Miglior danza maschile                                  | "Fire"                                                                              | Candidato/a     | [ 192 ]         |
| Melon Music Award                                     | 2017 | Artista globale                                         | BTS                                                                                 | Vincitore/trice | [ 189 ]         |
| Melon Music Award                                     | 2017 | Top 10 artisti                                          | BTS                                                                                 | Vincitore/trice | [ 189 ]         |
| Melon Music Award                                     | 2017 | Canzone dell'anno                                       | "Spring Day"                                                                        | Vincitore/trice | [ 189 ]         |
| Melon Music Award                                     | 2017 | Premio al video musicale                                | "DNA"                                                                               | Vincitore/trice | [ 189 ]         |
| Melon Music Award                                     | 2017 | Miglior ballo                                           | "DNA"                                                                               | Candidato/a     | [ 193 ]         |
| Melon Music Award                                     | 2017 | Artista dell'anno                                       | BTS                                                                                 | Candidato/a     | [ 193 ]         |
| Melon Music Award                                     | 2017 | Premio popolarità tra i netizen                         | BTS                                                                                 | Candidato/a     | [ 193 ]         |
| Melon Music Award                                     | 2017 | Stella famosa su Kakao                                  | BTS                                                                                 | Candidato/a     | [ 193 ]         |
| Melon Music Award                                     | 2017 | Album dell'anno                                         | You Never Walk Alone                                                                | Candidato/a     | [ 193 ]         |
| Melon Music Award                                     | 2018 | Artista dell'anno                                       | BTS                                                                                 | Vincitore/trice | [ 189 ]         |
| Melon Music Award                                     | 2018 | Artista globale                                         | BTS                                                                                 | Vincitore/trice | [ 189 ]         |
| Melon Music Award                                     | 2018 | Premio popolarità tra i netizen                         | BTS                                                                                 | Vincitore/trice | [ 189 ]         |
| Melon Music Award                                     | 2018 | Stella popolare su Kakao                                | BTS                                                                                 | Vincitore/trice | [ 189 ]         |
| Melon Music Award                                     | 2018 | Top 10 artisti                                          | BTS                                                                                 | Vincitore/trice | [ 189 ]         |
| Melon Music Award                                     | 2018 | Album dell'anno                                         | Love Yourself: Tear                                                                 | Vincitore/trice | [ 189 ]         |
| Melon Music Award                                     | 2018 | Miglior Rap/Hip Pop                                     | "Fake Love"                                                                         | Vincitore/trice | [ 189 ]         |
| Melon Music Award                                     | 2018 | Canzone dell'anno                                       | "Fake Love"                                                                         | Candidato/a     | [ 194 ]         |
| Melon Music Award                                     | 2019 | Artista dell'anno                                       | BTS                                                                                 | Vincitore/trice | [ 195 ]         |
| Melon Music Award                                     | 2019 | Premio popolarità tra i netizen                         | BTS                                                                                 | Vincitore/trice | [ 195 ]         |
| Melon Music Award                                     | 2019 | Disco dell'anno                                         | BTS                                                                                 | Vincitore/trice | [ 195 ]         |
| Melon Music Award                                     | 2019 | Stella popolare su Kakao                                | BTS                                                                                 | Vincitore/trice | [ 195 ]         |
| Melon Music Award                                     | 2019 | Top 10 artisti                                          | BTS                                                                                 | Vincitore/trice | [ 195 ]         |
| Melon Music Award                                     | 2019 | Album dell'anno                                         | Map of the Soul: Persona                                                            | Vincitore/trice | [ 195 ]         |
| Melon Music Award                                     | 2019 | Canzone dell'anno                                       | "Boy with Luv"                                                                      | Vincitore/trice | [ 195 ]         |
| Melon Music Award                                     | 2019 | Miglior traccia dance (uomini)                          | "Boy with Luv"                                                                      | Vincitore/trice | [ 195 ]         |
| Melon Music Award                                     | 2020 | Artista dell'anno                                       | BTS                                                                                 | Vincitore/trice | [ 196 ]         |
| Melon Music Award                                     | 2020 | Premio popolarità tra i netizen                         | BTS                                                                                 | Vincitore/trice | [ 196 ]         |
| Melon Music Award                                     | 2020 | Top 10 artisti                                          | BTS                                                                                 | Vincitore/trice | [ 196 ]         |
| Melon Music Award                                     | 2020 | Album dell'anno                                         | Map of the Soul: 7                                                                  | Vincitore/trice | [ 196 ]         |
| Melon Music Award                                     | 2020 | Canzone dell'anno                                       | "Dynamite"                                                                          | Vincitore/trice | [ 196 ]         |
| Melon Music Award                                     | 2020 | Miglior traccia dance (uomini)                          | "Dynamite"                                                                          | Vincitore/trice | [ 196 ]         |
| Melon Music Award                                     | 2020 | Miglior rap/hip hop                                     | "On"                                                                                | Candidato/a     | [ 197 ]         |
| Melon Music Award                                     | 2020 | Miglior pop                                             | "Savage Love (Laxed - Siren Beat) (BTS Remix)"                                      | Candidato/a     | [ 197 ]         |
| Melon Music Award                                     | 2021 | Canzone dell'anno                                       | "Butter"                                                                            | Vincitore/trice | [ 198 ]         |
| Melon Music Award                                     | 2021 | Collaborazione dell'anno                                | "My Universe" (con i Coldplay)                                                      | Vincitore/trice | [ 198 ]         |
| Melon Music Award                                     | 2021 | Miglior gruppo maschile                                 | BTS                                                                                 | Vincitore/trice | [ 198 ]         |
| Melon Music Award                                     | 2021 | Premio popolarità tra i netizen                         | BTS                                                                                 | Vincitore/trice | [ 198 ]         |
| Melon Music Award                                     | 2021 | Top 10 artisti                                          | BTS                                                                                 | Vincitore/trice | [ 198 ]         |
| Melon Music Award                                     | 2021 | Album dell'anno                                         | Be                                                                                  | Candidato/a     | [ 199 ]         |
| Melon Music Award                                     | 2022 | Disco dell'anno                                         | Proof                                                                               | Vincitore/trice | [ 200 ]         |
| Melon Music Award                                     | 2022 | Everyone's Star Award                                   | BTS                                                                                 | Vincitore/trice | [ 200 ]         |
| Melon Music Award                                     | 2022 | Miglior gruppo maschile                                 | BTS                                                                                 | Vincitore/trice | [ 200 ]         |
| Melon Music Award                                     | 2022 | Top 10 artisti                                          | BTS                                                                                 | Vincitore/trice | [ 200 ]         |
| Melon Music Award                                     | 2022 | Artista dell'anno                                       | BTS                                                                                 | Candidato/a     | [ 201 ]         |
| Melon Music Award                                     | 2022 | Premio popolarità tra i netizen                         | BTS                                                                                 | Candidato/a     | [ 201 ]         |
| Melon Music Award                                     | 2023 | Top 10 artisti                                          | BTS                                                                                 | Vincitore/trice | [ 202 ]         |
| Melon Music Award                                     | 2023 | Star preferita Kakao Bank                               | BTS                                                                                 | Vincitore/trice | [ 203 ]         |
| Melon Music Award                                     | 2023 | Artista dell'anno                                       | BTS                                                                                 | Candidato/a     | [ 204 ]         |
| Melon Music Award                                     | 2023 | Miglior gruppo maschile                                 | BTS                                                                                 | Candidato/a     | [ 204 ]         |
| Meus Prêmios Nick                                     | 2017 | Show internazionale dell'anno in Brasile                | The Wings Tour                                                                      | Vincitore/trice | [ 205 ]         |
| Meus Prêmios Nick                                     | 2018 | Miglior fandom                                          | BTS                                                                                 | Vincitore/trice | [ 206 ]         |
| Meus Prêmios Nick                                     | 2019 | Artista internazionale preferito                        | BTS                                                                                 | Vincitore/trice | [ 207 ]         |
| Meus Prêmios Nick                                     | 2019 | Hit internazionale preferita                            | "Boy with Luv"                                                                      | Vincitore/trice | [ 207 ]         |
| Meus Prêmios Nick                                     | 2019 | Fandom dell'anno                                        | BTS                                                                                 | Candidato/a     | [ 207 ]         |
| Meus Prêmios Nick                                     | 2020 | Fandom dell'anno                                        | BTS                                                                                 | Candidato/a     | [ 208 ]         |
| Meus Prêmios Nick                                     | 2020 | Artista internazionale preferito                        | BTS                                                                                 | Candidato/a     | [ 208 ]         |
| Meus Prêmios Nick                                     | 2021 | Fandom dell'anno                                        | BTS                                                                                 | Vincitore/trice | [ 209 ]         |
| Meus Prêmios Nick                                     | 2021 | Gruppo musicale preferito                               | BTS                                                                                 | Vincitore/trice | [ 209 ]         |
| Meus Prêmios Nick                                     | 2021 | Challenge Hit dell'anno                                 | "Permission to Dance"                                                               | Vincitore/trice | [ 209 ]         |
| Meus Prêmios Nick                                     | 2021 | Hit internazionale preferita                            | "Butter"                                                                            | Vincitore/trice | [ 209 ]         |
| Meus Prêmios Nick                                     | 2021 | Video dell'anno                                         | "Butter"                                                                            | Vincitore/trice | [ 209 ]         |
| MTV Europe Music Awards                               | 2014 | Miglior artista coreano                                 | BTS                                                                                 | Candidato/a     | [ 210 ]         |
| MTV Europe Music Awards                               | 2015 | Miglior artista coreano                                 | BTS                                                                                 | Vincitore/trice | [ 211 ]         |
| MTV Europe Music Awards                               | 2015 | Miglior artista mondiale: Asia                          | BTS                                                                                 | Candidato/a     | [ 211 ]         |
| MTV Europe Music Awards                               | 2018 | Biggest Fans                                            | BTS                                                                                 | Vincitore/trice | [ 212 ]         |
| MTV Europe Music Awards                               | 2018 | Miglior gruppo                                          | BTS                                                                                 | Vincitore/trice | [ 212 ]         |
| MTV Europe Music Awards                               | 2019 | Biggest Fans                                            | BTS                                                                                 | Vincitore/trice | [ 213 ]         |
| MTV Europe Music Awards                               | 2019 | Miglior artista dal vivo                                | BTS                                                                                 | Vincitore/trice | [ 213 ]         |
| MTV Europe Music Awards                               | 2019 | Miglior gruppo                                          | BTS                                                                                 | Vincitore/trice | [ 213 ]         |
| MTV Europe Music Awards                               | 2019 | Miglior collaborazione                                  | "Boy with Luv" (feat. Halsey)                                                       | Candidato/a     | [ 214 ]         |
| MTV Europe Music Awards                               | 2020 | Biggest Fans                                            | BTS                                                                                 | Vincitore/trice | [ 215 ]         |
| MTV Europe Music Awards                               | 2020 | Miglior gruppo                                          | BTS                                                                                 | Vincitore/trice | [ 215 ]         |
| MTV Europe Music Awards                               | 2020 | Miglior canzone                                         | "Dynamite"                                                                          | Vincitore/trice | [ 215 ]         |
| MTV Europe Music Awards                               | 2020 | Miglior live virtuale                                   | Bang Bang Con: The Live Stream                                                      | Vincitore/trice | [ 215 ]         |
| MTV Europe Music Awards                               | 2020 | Miglior pop                                             | BTS                                                                                 | Candidato/a     | [ 215 ]         |
| MTV Europe Music Awards                               | 2021 | Biggest Fans                                            | BTS                                                                                 | Vincitore/trice | [ 216 ]         |
| MTV Europe Music Awards                               | 2021 | Miglior gruppo                                          | BTS                                                                                 | Vincitore/trice | [ 216 ]         |
| MTV Europe Music Awards                               | 2021 | Miglior K-pop                                           | BTS                                                                                 | Vincitore/trice | [ 216 ]         |
| MTV Europe Music Awards                               | 2021 | Miglior pop                                             | BTS                                                                                 | Vincitore/trice | [ 216 ]         |
| MTV Europe Music Awards                               | 2022 | Biggest Fans                                            | BTS                                                                                 | Vincitore/trice | [ 217 ]         |
| MTV Europe Music Awards                               | 2022 | Miglior esibizione nel metaverso                        | BTS – Minecraft                                                                     | Candidato/a     | [ 218 ]         |
| MTV Europe Music Awards                               | 2022 | Miglior K-pop                                           | BTS                                                                                 | Candidato/a     | [ 218 ]         |
| MTV Millennial Award                                  | 2018 | Fandom dell'anno                                        | BTS                                                                                 | Vincitore/trice | [ 219 ]         |
| MTV Millennial Award                                  | 2018 | Rivoluzione K-pop                                       | BTS                                                                                 | Vincitore/trice | [ 219 ]         |
| MTV Millennial Award                                  | 2019 | Esplosione K-pop                                        | BTS                                                                                 | Vincitore/trice | [ 220 ]         |
| MTV Millennial Award                                  | 2019 | Fandom dell'anno                                        | BTS                                                                                 | Candidato/a     | [ 221 ]         |
| MTV Millennial Award                                  | 2021 | Fandom dell'anno                                        | BTS                                                                                 | Vincitore/trice | [ 222 ]         |
| MTV Millennial Award                                  | 2021 | Dominio K-pop                                           | BTS                                                                                 | Vincitore/trice | [ 222 ]         |
| MTV Millennial Award                                  | 2022 | Dominio K-pop                                           | BTS                                                                                 | Vincitore/trice | [ 223 ]         |
| MTV Millennial Award                                  | 2022 | Hit globale dell'anno                                   | "My Universe" (con i Coldplay)                                                      | Vincitore/trice | [ 223 ]         |
| MTV Movie & TV Awards                                 | 2021 | Miglior documentario musicale                           | Break the Silence: The Movie                                                        | Vincitore/trice | [ 224 ]         |
| MTV Video Music Awards                                | 2019 | Miglior gruppo                                          | BTS                                                                                 | Vincitore/trice | [ 225 ]         |
| MTV Video Music Awards                                | 2019 | Miglior video K-pop                                     | "Boy with Luv"                                                                      | Vincitore/trice | [ 225 ]         |
| MTV Video Music Awards                                | 2019 | Miglior collaborazione                                  | "Boy with Luv"                                                                      | Candidato/a     | [ 225 ]         |
| MTV Video Music Awards                                | 2019 | Miglior coreografia                                     | "Boy with Luv"                                                                      | Candidato/a     | [ 225 ]         |
| MTV Video Music Awards                                | 2019 | Miglior direzione artistica                             | "Boy with Luv"                                                                      | Candidato/a     | [ 225 ]         |
| MTV Video Music Awards                                | 2020 | Miglior gruppo                                          | BTS                                                                                 | Vincitore/trice | [ 226 ]         |
| MTV Video Music Awards                                | 2020 | Miglior coreografia                                     | "On"                                                                                | Vincitore/trice | [ 226 ]         |
| MTV Video Music Awards                                | 2020 | Miglior video K-pop                                     | "On"                                                                                | Vincitore/trice | [ 226 ]         |
| MTV Video Music Awards                                | 2020 | Miglior video pop                                       | "On"                                                                                | Vincitore/trice | [ 226 ]         |
| MTV Video Music Awards                                | 2021 | Canzone dell'estate                                     | "Butter"                                                                            | Vincitore/trice | [ 227 ]         |
| MTV Video Music Awards                                | 2021 | Miglior video K-pop                                     | "Butter"                                                                            | Vincitore/trice | [ 227 ]         |
| MTV Video Music Awards                                | 2021 | Miglior gruppo                                          | BTS                                                                                 | Vincitore/trice | [ 227 ]         |
| MTV Video Music Awards                                | 2021 | Canzone dell'anno                                       | "Dynamite"                                                                          | Candidato/a     | [ 227 ]         |
| MTV Video Music Awards                                | 2021 | Miglior coreografia                                     | "Butter"                                                                            | Candidato/a     | [ 227 ]         |
| MTV Video Music Awards                                | 2021 | Miglior editing                                         | "Butter"                                                                            | Candidato/a     | [ 227 ]         |
| MTV Video Music Awards                                | 2021 | Miglior video pop                                       | "Butter"                                                                            | Candidato/a     | [ 227 ]         |
| MTV Video Music Awards                                | 2022 | Miglior gruppo                                          | BTS                                                                                 | Vincitore/trice | [ 228 ]         |
| MTV Video Music Awards                                | 2022 | Miglior coreografia                                     | "Permission to Dance"                                                               | Candidato/a     | [ 229 ]         |
| MTV Video Music Awards                                | 2022 | Miglior esibizione nel metaverso                        | BTS – Minecraft                                                                     | Candidato/a     | [ 229 ]         |
| MTV Video Music Awards                                | 2022 | Miglior video K-pop                                     | "Yet to Come (The Most Beautiful Moment)"                                           | Candidato/a     | [ 229 ]         |
| MTV Video Music Awards                                | 2022 | Migliori effetti visivi                                 | "My Universe" (con i Coldplay)                                                      | Candidato/a     | [ 229 ]         |
| MTV Video Music Awards Japan                          | 2018 | Miglior video di un gruppo – internazionale             | "Fake Love"                                                                         | Vincitore/trice | [ 230 ]         |
| MTV Video Music Awards Japan                          | 2019 | Miglior scalpore                                        | BTS                                                                                 | Vincitore/trice | [ 231 ]         |
| MTV Video Music Awards Japan                          | 2020 | Miglior video di un gruppo – internazionale             | "Dynamite"                                                                          | Vincitore/trice | [ 232 ]         |
| MTV Video Music Awards Japan                          | 2020 | Miglior video dell'anno                                 | "Dynamite"                                                                          | Candidato/a     | [ 233 ]         |
| MTV Video Music Awards Japan                          | 2021 | Miglior video di un gruppo – internazionale             | "Butter"                                                                            | Vincitore/trice | [ 234 ]         |
| MTV Video Music Awards Japan                          | 2021 | Miglior video collaborativo – internazionale            | "My Universe" (con i Coldplay)                                                      | Vincitore/trice | [ 234 ]         |
| Music Awards Japan                                    | 2025 | Miglior artista                                         | BTS                                                                                 | In attesa       | [ 235 ]         |
| Music Awards Japan                                    | 2025 | Miglior album                                           | Proof                                                                               | In attesa       | [ 235 ]         |
| Music Awards Japan                                    | 2025 | Miglior canzone K-pop in Giappone                       | "Dynamite"                                                                          | In attesa       | [ 236 ]         |
| Music Awards Japan                                    | 2025 | Miglior canzone K-pop in Giappone                       | "Butter"                                                                            | In attesa       | [ 236 ]         |
| Music Awards Japan                                    | 2025 | Miglior canzone K-pop in Giappone                       | "Permission to Dance"                                                               | In attesa       | [ 236 ]         |
| Myx Music Awards                                      | 2019 | Miglior video internazionale                            | "Fake Love"                                                                         | Vincitore/trice | [ 237 ]         |
| Myx Music Awards                                      | 2020 | Miglior video internazionale                            | "Boy with Luv"                                                                      | Vincitore/trice | [ 238 ]         |
| Myx Music Awards                                      | 2021 | Miglior video internazionale                            | "Dynamite"                                                                          | Vincitore/trice | [ 239 ]         |
| Nickelodeon Kids' Choice Awards                       | 2018 | Stella musicale globale preferita                       | BTS                                                                                 | Vincitore/trice | [ 240 ]         |
| Nickelodeon Kids' Choice Awards                       | 2020 | Gruppo musicale preferito                               | BTS                                                                                 | Vincitore/trice | [ 241 ]         |
| Nickelodeon Kids' Choice Awards                       | 2020 | Stella musicale globale preferita                       | BTS                                                                                 | Candidato/a     | [ 242 ]         |
| Nickelodeon Kids' Choice Awards                       | 2021 | Stella musicale globale preferita                       | BTS                                                                                 | Vincitore/trice | [ 243 ]         |
| Nickelodeon Kids' Choice Awards                       | 2021 | Gruppo musicale preferito                               | BTS                                                                                 | Vincitore/trice | [ 243 ]         |
| Nickelodeon Kids' Choice Awards                       | 2021 | Canzone preferita                                       | "Dynamite"                                                                          | Vincitore/trice | [ 243 ]         |
| Nickelodeon Kids' Choice Awards                       | 2022 | Gruppo musicale preferito                               | BTS                                                                                 | Vincitore/trice | [ 244 ]         |
| Nickelodeon Kids' Choice Awards                       | 2022 | Stella musicale globale preferita                       | BTS                                                                                 | Candidato/a     | [ 245 ]         |
| Nickelodeon Kids' Choice Awards                       | 2023 | Gruppo musicale preferito                               | BTS                                                                                 | Vincitore/trice | [ 246 ]         |
| Nickelodeon Kids' Choice Awards Argentina             | 2017 | Artista o gruppo internazionale preferito               | BTS                                                                                 | Candidato/a     | [ 247 ]         |
| Nickelodeon Kids' Choice Awards Argentina             | 2017 | Miglior fandom                                          | BTS                                                                                 | Candidato/a     | [ 247 ]         |
| Nickelodeon Kids' Choice Awards Argentina             | 2018 | Artista o gruppo internazionale preferito               | BTS                                                                                 | Vincitore/trice | [ 248 ]         |
| Nickelodeon Kids' Choice Awards Argentina             | 2018 | Miglior fandom                                          | BTS                                                                                 | Vincitore/trice | [ 248 ]         |
| Nickelodeon Kids' Choice Awards Colombia              | 2017 | Miglior fandom                                          | BTS                                                                                 | Candidato/a     | [ 249 ]         |
| Nickelodeon Kids' Choice Awards México                | 2017 | Artista o gruppo internazionale preferito               | BTS                                                                                 | Vincitore/trice | [ 250 ]         |
| Nickelodeon Kids' Choice Awards México                | 2017 | Miglior fandom                                          | BTS                                                                                 | Candidato/a     | [ 251 ]         |
| Nickelodeon Kids' Choice Awards México                | 2018 | Miglior fandom                                          | BTS                                                                                 | Vincitore/trice | [ 252 ]         |
| Nickelodeon Kids' Choice Awards México                | 2019 | Artista o gruppo internazionale preferito               | BTS                                                                                 | Vincitore/trice | [ 253 ]         |
| Nickelodeon Kids' Choice Awards México                | 2019 | Miglior fandom                                          | BTS                                                                                 | Vincitore/trice | [ 253 ]         |
| Nickelodeon Kids' Choice Awards México                | 2020 | Fandom preferito                                        | BTS                                                                                 | Vincitore/trice | [ 254 ]         |
| Nickelodeon Kids' Choice Awards México                | 2020 | Hit mondiale                                            | "On"                                                                                | Vincitore/trice | [ 254 ]         |
| Nickelodeon Kids' Choice Awards México                | 2021 | Hit mondiale                                            | "Butter"                                                                            | Vincitore/trice | [ 255 ]         |
| Nickelodeon Kids' Choice Awards México                | 2021 | Miglior fandom                                          | BTS                                                                                 | Vincitore/trice | [ 255 ]         |
| Nickelodeon Kids' Choice Awards México                | 2021 | Miglior K-pop                                           | BTS                                                                                 | Vincitore/trice | [ 255 ]         |
| Nickelodeon Kids' Choice Awards México                | 2022 | Artista globale preferito                               | BTS                                                                                 | Vincitore/trice | [ 256 ]         |
| Nickelodeon Kids' Choice Awards México                | 2022 | Gruppo K-pop preferito                                  | BTS                                                                                 | Vincitore/trice | [ 256 ]         |
| Nickelodeon Kids' Choice Awards México                | 2022 | Miglior fandom                                          | BTS                                                                                 | Vincitore/trice | [ 256 ]         |
| Nickelodeon Kids' Choice Awards México                | 2022 | Hit internazionale dell'anno                            | "My Universe" (con i Coldplay)                                                      | Vincitore/trice | [ 256 ]         |
| NME Awards                                            | 2020 | Momento musicale dell'anno                              | Love Yourself: Speak Yourself al Wembley Stadium                                    | Vincitore/trice | [ 257 ]         |
| NME Awards                                            | 2020 | Miglior band al mondo                                   | BTS                                                                                 | Candidato/a     | [ 258 ]         |
| NME Awards                                            | 2020 | Miglior collaborazione                                  | "Boy with Luv"                                                                      | Candidato/a     | [ 258 ]         |
| NME Awards                                            | 2020 | Miglior film musicale                                   | Bring the Soul: The Movie                                                           | Candidato/a     | [ 258 ]         |
| NME Awards                                            | 2022 | Miglior canzone al mondo                                | "Butter"                                                                            | Candidato/a     | [ 259 ]         |
| NME Awards                                            | 2022 | Miglior collaborazione                                  | "My Universe"                                                                       | Candidato/a     | [ 259 ]         |
| NRJ Music Award                                       | 2020 | Gruppo/duo internazionale dell'anno                     | BTS                                                                                 | Vincitore/trice | [ 260 ]         |
| NRJ Music Award                                       | 2021 | Collaborazione internazionale dell'anno                 | "My Universe"                                                                       | Vincitore/trice | [ 261 ]         |
| Prêmios MTV MIAW                                      | 2018 | Esplosione K-pop                                        | BTS                                                                                 | Vincitore/trice | [ 262 ]         |
| Prêmios MTV MIAW                                      | 2018 | Fandom dell'anno                                        | BTS                                                                                 | Vincitore/trice | [ 262 ]         |
| Prêmios MTV MIAW                                      | 2019 | Esplosione K-pop                                        | BTS                                                                                 | Vincitore/trice | [ 263 ]         |
| Prêmios MTV MIAW                                      | 2019 | Fandom dell'anno                                        | BTS                                                                                 | Vincitore/trice | [ 263 ]         |
| Prêmios MTV MIAW                                      | 2020 | Fandom dell'anno                                        | BTS                                                                                 | Vincitore/trice | [ 264 ]         |
| Prêmios MTV MIAW                                      | 2022 | Hit globale                                             | "My Universe" (con i Coldplay)                                                      | Vincitore/trice | [ 265 ]         |
| Prêmios MTV MIAW                                      | 2022 | Fandom dell'anno                                        | BTS                                                                                 | Candidato/a     | [ 266 ]         |
| Premios Odeón                                         | 2021 | Artista internazionale Odeón                            | BTS                                                                                 | Candidato/a     | [ 267 ]         |
| Premios Telehit                                       | 2019 | Miglior K-pop dell'anno                                 | BTS                                                                                 | Vincitore/trice | [ 268 ]         |
| Premios Telehit                                       | 2019 | Miglior video del pubblico                              | "Boy with Luv"                                                                      | Candidato/a     | [ 268 ]         |
| Proud Korean Award                                    | 2018 | Premio prestigio nazionale - musica                     | BTS                                                                                 | Vincitore/trice | [ 269 ]         |
| Radio Disney Music Awards                             | 2018 | Miglior canzone che fa sorridere                        | "DNA"                                                                               | Vincitore/trice | [ 270 ]         |
| Radio Disney Music Awards                             | 2018 | Miglior traccia dance                                   | "MIC Drop (Remix)"                                                                  | Vincitore/trice | [ 270 ]         |
| Radio Disney Music Awards                             | 2018 | Fan più fieri                                           | BTS                                                                                 | Vincitore/trice | [ 270 ]         |
| Radio Disney Music Awards                             | 2018 | Miglior duo/gruppo                                      | BTS                                                                                 | Vincitore/trice | [ 270 ]         |
| Radio Disney Music Awards                             | 2019 | Fenomeno globale                                        | BTS                                                                                 | Vincitore/trice | [ 271 ]         |
| Rockbjörnen                                           | 2020 | Canzone straniera dell'anno                             | "On"                                                                                | Vincitore/trice | [ 272 ]         |
| Rockbjörnen                                           | 2020 | Migliori fan                                            | BTS                                                                                 | Vincitore/trice | [ 272 ]         |
| Rockbjörnen                                           | 2021 | Canzone straniera dell'anno                             | "Dynamite"                                                                          | Vincitore/trice | [ 273 ]         |
| Rockbjörnen                                           | 2021 | Migliori fan                                            | BTS                                                                                 | Candidato/a     | [ 274 ]         |
| Rockbjörnen                                           | 2022 | Migliori fan                                            | BTS                                                                                 | Candidato/a     | [ 275 ]         |
| Rockbjörnen                                           | 2022 | Canzone straniera dell'anno                             | "My Universe" (con i Coldplay)                                                      | Candidato/a     | [ 275 ]         |
| Seoul Music Award                                     | 2014 | Premio nuovo artista                                    | BTS                                                                                 | Vincitore/trice | [ 276 ]         |
| Seoul Music Award                                     | 2015 | Premio Bonsang                                          | BTS                                                                                 | Vincitore/trice | [ 276 ]         |
| Seoul Music Award                                     | 2015 | Premio popolarità                                       | BTS                                                                                 | Candidato/a     | [ 277 ]         |
| Seoul Music Award                                     | 2015 | Premio speciale Hallyu                                  | BTS                                                                                 | Candidato/a     | [ 278 ]         |
| Seoul Music Award                                     | 2016 | Premio Bonsang                                          | BTS                                                                                 | Vincitore/trice | [ 276 ]         |
| Seoul Music Award                                     | 2016 | Premio popolarità                                       | BTS                                                                                 | Candidato/a     | [ 279 ]         |
| Seoul Music Award                                     | 2016 | Premio speciale Hallyu                                  | BTS                                                                                 | Candidato/a     | [ 279 ]         |
| Seoul Music Award                                     | 2017 | Disco dell'anno (Album)                                 | Wings                                                                               | Vincitore/trice | [ 276 ]         |
| Seoul Music Award                                     | 2017 | Premio miglior video musicale                           | "Blood Sweat & Tears"                                                               | Vincitore/trice | [ 276 ]         |
| Seoul Music Award                                     | 2017 | Premio Bonsang                                          | BTS                                                                                 | Vincitore/trice | [ 276 ]         |
| Seoul Music Award                                     | 2017 | Premio miglior esibizione di ballo maschile             | BTS                                                                                 | Vincitore/trice | [ 276 ]         |
| Seoul Music Award                                     | 2017 | Artista dell'anno                                       | BTS                                                                                 | Candidato/a     | [ 280 ]         |
| Seoul Music Award                                     | 2017 | Premio popolarità                                       | BTS                                                                                 | Candidato/a     | [ 281 ]         |
| Seoul Music Award                                     | 2017 | Premio speciale Hallyu                                  | BTS                                                                                 | Candidato/a     | [ 281 ]         |
| Seoul Music Award                                     | 2018 | Premio Bonsang                                          | BTS                                                                                 | Vincitore/trice | [ 276 ]         |
| Seoul Music Award                                     | 2018 | Artista dell'anno                                       | BTS                                                                                 | Vincitore/trice | [ 276 ]         |
| Seoul Music Award                                     | 2018 | Premio popolarità                                       | BTS                                                                                 | Candidato/a     | [ 282 ]         |
| Seoul Music Award                                     | 2018 | Premio speciale Hallyu                                  | BTS                                                                                 | Candidato/a     | [ 283 ]         |
| Seoul Music Award                                     | 2019 | Premio Bonsang                                          | BTS                                                                                 | Vincitore/trice | [ 284 ]         |
| Seoul Music Award                                     | 2019 | Artista dell'anno                                       | BTS                                                                                 | Vincitore/trice | [ 284 ]         |
| Seoul Music Award                                     | 2019 | Disco dell'anno (album)                                 | Love Yourself: Tear                                                                 | Vincitore/trice | [ 284 ]         |
| Seoul Music Award                                     | 2019 | Premio popolarità                                       | BTS                                                                                 | Candidato/a     | [ 285 ]         |
| Seoul Music Award                                     | 2019 | Premio speciale Hallyu                                  | BTS                                                                                 | Candidato/a     | [ 286 ]         |
| Seoul Music Award                                     | 2020 | Album dell'anno                                         | Map of the Soul: Persona                                                            | Vincitore/trice | [ 287 ]         |
| Seoul Music Award                                     | 2020 | Premio Bonsang                                          | Map of the Soul: Persona                                                            | Vincitore/trice | [ 287 ]         |
| Seoul Music Award                                     | 2020 | Premio popolarità                                       | BTS                                                                                 | Candidato/a     | [ 288 ]         |
| Seoul Music Award                                     | 2020 | Premio speciale Hallyu                                  | BTS                                                                                 | Candidato/a     | [ 288 ]         |
| Seoul Music Award                                     | 2020 | Premio artista K-pop più popolare su QQ Music           | BTS                                                                                 | Candidato/a     | [ 289 ]         |
| Seoul Music Award                                     | 2021 | Daesang                                                 | BTS                                                                                 | Vincitore/trice | [ 290 ]         |
| Seoul Music Award                                     | 2021 | Premio popolarità K-Wave                                | BTS                                                                                 | Vincitore/trice | [ 290 ]         |
| Seoul Music Award                                     | 2021 | WhosFandom Award                                        | BTS                                                                                 | Vincitore/trice | [ 290 ]         |
| Seoul Music Award                                     | 2021 | Miglior album                                           | Map of the Soul: 7                                                                  | Vincitore/trice | [ 290 ]         |
| Seoul Music Award                                     | 2021 | Premio Bonsang                                          | Map of the Soul: 7                                                                  | Vincitore/trice | [ 290 ]         |
| Seoul Music Award                                     | 2021 | Miglior canzone                                         | "Dynamite"                                                                          | Vincitore/trice | [ 290 ]         |
| Seoul Music Award                                     | 2021 | Fan PD Artist Award                                     | BTS                                                                                 | Candidato/a     | [ 291 ]         |
| Seoul Music Award                                     | 2021 | Premio popolarità                                       | BTS                                                                                 | Candidato/a     | [ 292 ]         |
| Seoul Music Award                                     | 2022 | Premio Bonsang                                          | BTS                                                                                 | Vincitore/trice | [ 293 ]         |
| Seoul Music Award                                     | 2022 | Premio miglior artista mondiale                         | BTS                                                                                 | Vincitore/trice | [ 293 ]         |
| Seoul Music Award                                     | 2022 | Premio miglior artista U+Idol Live                      | BTS                                                                                 | Vincitore/trice | [ 293 ]         |
| Seoul Music Award                                     | 2022 | Premio popolarità                                       | BTS                                                                                 | Candidato/a     | [ 294 ]         |
| Seoul Music Award                                     | 2022 | Premio popolarità K-Wave                                | BTS                                                                                 | Candidato/a     | [ 295 ]         |
| Seoul Music Award                                     | 2023 | Miglior album                                           | Proof                                                                               | Vincitore/trice | [ 296 ]         |
| Seoul Music Award                                     | 2023 | Premio Bonsang                                          | BTS                                                                                 | Vincitore/trice | [ 296 ]         |
| Seoul Music Award                                     | 2023 | Premio miglior artista IdolPlus                         | BTS                                                                                 | Vincitore/trice | [ 296 ]         |
| Seoul Music Award                                     | 2023 | Premio popolarità                                       | BTS                                                                                 | Candidato/a     | [ 297 ]         |
| Seoul Music Award                                     | 2023 | Premio popolarità K-Wave                                | BTS                                                                                 | Candidato/a     | [ 297 ]         |
| Seoul Music Award                                     | 2024 | Artista di tendenza mondiale (aprile)                   | BTS                                                                                 | Vincitore/trice | [ 298 ]         |
| Seoul Music Award                                     | 2024 | Artista di tendenza mondiale                            | BTS                                                                                 | Vincitore/trice | [ 299 ]         |
| Seoul Music Award                                     | 2024 | Artista di tendenza mondiale (maggio)                   | BTS                                                                                 | Candidato/a     | [ 298 ]         |
| Shorty Award                                          | 2017 | Il meglio nella musica                                  | BTS                                                                                 | Vincitore/trice | [ 300 ]         |
| Soompi Award                                          | 2014 | Principiante dell'anno                                  | BTS                                                                                 | Vincitore/trice | [ 301 ]         |
| Soompi Award                                          | 2015 | Miglior fandom                                          | BTS                                                                                 | Candidato/a     | [ 302 ]         |
| Soompi Award                                          | 2015 | Miglior coreografia                                     | "Danger"                                                                            | Candidato/a     | [ 302 ]         |
| Soompi Award                                          | 2016 | Miglior coreografia                                     | "Dope"                                                                              | Vincitore/trice | [ 303 ]         |
| Soompi Award                                          | 2016 | Miglior costume di scena                                | "Dope"                                                                              | Vincitore/trice | [ 303 ]         |
| Soompi Award                                          | 2016 | Artista che ha sfondato                                 | BTS                                                                                 | Vincitore/trice | [ 303 ]         |
| Soompi Award                                          | 2016 | Artista dell'anno                                       | BTS                                                                                 | Candidato/a     | [ 304 ]         |
| Soompi Award                                          | 2016 | Miglior gruppo maschile                                 | BTS                                                                                 | Candidato/a     | [ 305 ]         |
| Soompi Award                                          | 2016 | Album dell'anno                                         | The Most Beautiful Moment in Life, Pt. 1                                            | Candidato/a     | [ 306 ]         |
| Soompi Award                                          | 2016 | Miglior video musicale                                  | "I Need U"                                                                          | Candidato/a     | [ 306 ]         |
| Soompi Award                                          | 2017 | Album dell'anno                                         | Wings                                                                               | Vincitore/trice | [ 307 ]         |
| Soompi Award                                          | 2017 | Canzone dell'anno                                       | "Blood Sweat & Tears"                                                               | Vincitore/trice | [ 307 ]         |
| Soompi Award                                          | 2017 | Video musicale dell'anno per Fuse                       | "Blood Sweat & Tears"                                                               | Candidato/a     | [ 308 ]         |
| Soompi Award                                          | 2017 | Miglior coreografia                                     | "Fire"                                                                              | Candidato/a     | [ 309 ]         |
| Soompi Award                                          | 2017 | Artista dell'anno                                       | BTS                                                                                 | Candidato/a     | [ 310 ]         |
| Soompi Award                                          | 2017 | Miglior fandom                                          | BTS                                                                                 | Candidato/a     | [ 311 ]         |
| Soompi Award                                          | 2017 | Miglior gruppo maschile                                 | BTS                                                                                 | Candidato/a     | [ 311 ]         |
| Soompi Award                                          | 2018 | Artista dell'anno                                       | BTS                                                                                 | Vincitore/trice | [ 312 ]         |
| Soompi Award                                          | 2018 | Canzone dell'anno                                       | "DNA"                                                                               | Vincitore/trice | [ 312 ]         |
| Soompi Award                                          | 2018 | Miglior coreografia                                     | "DNA"                                                                               | Vincitore/trice | [ 312 ]         |
| Soompi Award                                          | 2018 | Video musicale dell'anno per Fuse                       | "DNA"                                                                               | Vincitore/trice | [ 312 ]         |
| Soompi Award                                          | 2018 | Album dell'anno                                         | You Never Walk Alone                                                                | Vincitore/trice | [ 312 ]         |
| Soompi Award                                          | 2018 | Miglior collaborazione                                  | "Mic Drop Remix" (con Steve Aoki feat. Desiigner)                                   | Vincitore/trice | [ 312 ]         |
| Soompi Award                                          | 2018 | Miglior fandom su Twitter                               | BTS                                                                                 | Candidato/a     | [ 313 ]         |
| Soompi Award                                          | 2018 | Miglior gruppo maschile                                 | BTS                                                                                 | Candidato/a     | [ 313 ]         |
| Soompi Award                                          | 2019 | Artista dell'anno                                       | BTS                                                                                 | Vincitore/trice | [ 314 ]         |
| Soompi Award                                          | 2019 | Miglior gruppo maschile                                 | BTS                                                                                 | Vincitore/trice | [ 314 ]         |
| Soompi Award                                          | 2019 | Album dell'anno                                         | Love Yourself: Answer                                                               | Vincitore/trice | [ 314 ]         |
| Soompi Award                                          | 2019 | Miglior collaborazione                                  | "Waste It On Me" (Steve Aoki feat. BTS)                                             | Vincitore/trice | [ 314 ]         |
| Soompi Award                                          | 2019 | Miglior webserie                                        | BTS: Burn The Stage                                                                 | Vincitore/trice | [ 314 ]         |
| Soompi Award                                          | 2019 | Video musicale dell'anno                                | "Fake Love"                                                                         | Vincitore/trice | [ 314 ]         |
| Soompi Award                                          | 2019 | Canzone dell'anno                                       | "Fake Love"                                                                         | Candidato/a     | [ 315 ]         |
| Soompi Award                                          | 2019 | Premio popolarità in America Latina                     | BTS                                                                                 | Candidato/a     | [ 315 ]         |
| Soompi Award                                          | 2019 | Miglior fandom su Twitter                               | BTS                                                                                 | Candidato/a     | [ 315 ]         |
| Soribada Best K-Music Award                           | 2017 | Stella della hallyu                                     | BTS                                                                                 | Vincitore/trice | [ 316 ]         |
| Soribada Best K-Music Award                           | 2017 | Premio Bonsang                                          | BTS                                                                                 | Candidato/a     | [ 317 ]         |
| Soribada Best K-Music Award                           | 2018 | Premio Bonsang                                          | BTS                                                                                 | Vincitore/trice | [ 318 ]         |
| Soribada Best K-Music Award                           | 2018 | Premio Daesang                                          | BTS                                                                                 | Vincitore/trice | [ 318 ]         |
| Soribada Best K-Music Award                           | 2018 | Premio artista social mondiale                          | BTS                                                                                 | Vincitore/trice | [ 319 ]         |
| Soribada Best K-Music Award                           | 2018 | Premio fandom globale                                   | BTS                                                                                 | Candidato/a     | [ 319 ]         |
| Soribada Best K-Music Award                           | 2018 | Premio popolarità (uomini)                              | BTS                                                                                 | Candidato/a     | [ 319 ]         |
| Soribada Best K-Music Award                           | 2019 | Premio Bonsang                                          | BTS                                                                                 | Vincitore/trice | [ 320 ]         |
| Soribada Best K-Music Award                           | 2019 | Premio Daesang                                          | BTS                                                                                 | Vincitore/trice | [ 320 ]         |
| Soribada Best K-Music Award                           | 2019 | Premio popolarità (uomini)                              | BTS                                                                                 | Vincitore/trice | [ 320 ]         |
| Soribada Best K-Music Award                           | 2020 | Premio Bonsang                                          | BTS                                                                                 | Vincitore/trice | [ 321 ]         |
| Soribada Best K-Music Award                           | 2020 | Premio Daesang                                          | BTS                                                                                 | Vincitore/trice | [ 321 ]         |
| Soribada Best K-Music Award                           | 2020 | Premio popolarità (uomini)                              | BTS                                                                                 | Vincitore/trice | [ 321 ]         |
| Space Shower Music Award                              | 2021 | Miglior artista internazionale                          | BTS                                                                                 | Vincitore/trice | [ 322 ]         |
| Space Shower Music Award                              | 2021 | Scelta del pubblico                                     | BTS                                                                                 | Vincitore/trice | [ 322 ]         |
| Space Shower Music Award                              | 2022 | Miglior artista internazionale                          | BTS                                                                                 | Vincitore/trice | [ 323 ]         |
| Spotify Award                                         | 2020 | Artista K-pop più ascoltato (uomo)                      | BTS                                                                                 | Vincitore/trice | [ 324 ]         |
| Swiss Music Awards                                    | 2021 | Miglior gruppo internazionale                           | BTS                                                                                 | Candidato/a     | [ 325 ]         |
| Teen Choice Awards                                    | 2017 | Miglior artista internazionale                          | BTS                                                                                 | Vincitore/trice | [ 326 ]         |
| Teen Choice Awards                                    | 2018 | Miglior artista internazionale                          | BTS                                                                                 | Vincitore/trice | [ 327 ]         |
| Teen Choice Awards                                    | 2018 | Miglior fandom                                          | BTS                                                                                 | Vincitore/trice | [ 327 ]         |
| Teen Choice Awards                                    | 2019 | Miglior artista internazionale                          | BTS                                                                                 | Vincitore/trice | [ 328 ]         |
| Teen Choice Awards                                    | 2019 | Miglior fandom                                          | BTS                                                                                 | Vincitore/trice | [ 328 ]         |
| Teen Choice Awards                                    | 2019 | Miglior tour estivo                                     | Love Yourself World Tour: Speak Yourself                                            | Vincitore/trice | [ 328 ]         |
| Teen Choice Awards                                    | 2019 | Miglior collaborazione                                  | "Boy with Luv"                                                                      | Vincitore/trice | [ 328 ]         |
| UK Music Video Awards                                 | 2020 | Miglior video pop internazionale                        | "On"                                                                                | Candidato/a     | [ 329 ] [ 330 ] |
| Variety Hitmakers                                     | 2019 | Gruppo dell'anno                                        | BTS                                                                                 | Vincitore/trice | [ 331 ]         |
| Variety Hitmakers                                     | 2021 | Registrazione dell'anno                                 | "Butter"                                                                            | Vincitore/trice | [ 332 ]         |
| V Chart Award                                         | 2014 | Premio principianti                                     | BTS                                                                                 | Vincitore/trice | [ 333 ]         |
| V Chart Award                                         | 2017 | Premio miglior esibizione sul palco                     | BTS                                                                                 | Vincitore/trice | [ 334 ]         |
| V Live Award                                          | 2017 | Top 10 globale degli artisti                            | BTS                                                                                 | Vincitore/trice | [ 335 ]         |
| V Live Award                                          | 2018 | Star con più "cuori" in Vietnam                         | BTS                                                                                 | Vincitore/trice | [ 336 ]         |
| V Live Award                                          | 2018 | Top 10 globale degli artisti                            | BTS                                                                                 | Vincitore/trice | [ 337 ]         |
| V Live Award                                          | 2019 | Top 10 globale degli artisti                            | BTS                                                                                 | Vincitore/trice | [ 338 ]         |
| V Live Award                                          | 2019 | Miglior canale – 10 milioni di follower                 | BTS                                                                                 | Vincitore/trice | [ 338 ]         |
| V Live Award                                          | 2019 | Video dell'anno                                         | BTS                                                                                 | Vincitore/trice | [ 338 ]         |
| V Live Award                                          | 2019 | Top 12 globale degli artisti                            | BTS                                                                                 | Vincitore/trice | [ 339 ]         |
| V Live Award                                          | 2019 | Miglior V Original                                      | Run BTS                                                                             | Vincitore/trice | [ 338 ]         |
| V Live Award                                          | 2019 | Artista più amato                                       | BTS                                                                                 | Vincitore/trice | [ 340 ]         |
| The WSJ Innovator Award                               | 2020 | Innovatori nella musica                                 | BTS                                                                                 | Vincitore/trice | [ 341 ]         |
| Webby Award                                           | 2023 | Social – Features: Best Community Engagement            | My BTS Story                                                                        | Vincitore/trice | [ 342 ]         |

## Altri riconoscimenti

### Onorificenze

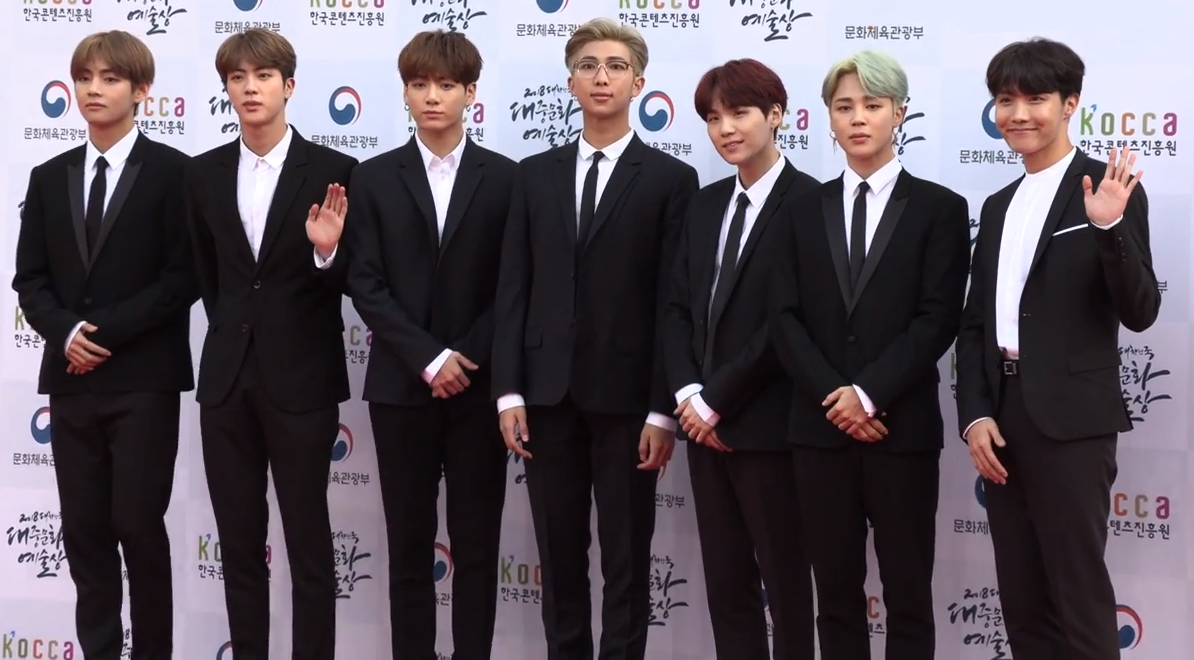
I BTS il 24 ottobre 2018 ai Korean Popular Culture and Arts Award, dove sono diventati i più giovani destinatari dell'Ordine al merito culturale di quinta classe (Hwa-gwan)

Onorificenza per la quale i BTS sono stati solo presi in considerazione.
| Paese o organizzazione | Anno | Onorificenza                                                          | Fonti   |
| ---------------------- | ---- | --------------------------------------------------------------------- | ------- |
| Corea del Sud          | 2016 | Encomio del ministro della cultura, dello sport e del turismo         | [ 346 ] |
| Corea del Sud          | 2017 | Premio del Presidente                                                 | [ 347 ] |
| Corea del Sud          | 2018 | Ordine al merito culturale di quinta classe (Hwa-gwan)                | [ 13 ]  |
| Corea del Sud          | 2021 | Inviati presidenziali speciali per le generazioni future e la cultura | [ 348 ] |
| Asia Society           | 2020 | Premio Asia Game Changer                                              | [ 349 ] |
| Korea Society          | 2020 | Premio James A. Van Fleet                                             | [ 350 ] |

### Liste
| Pubblicazione | Anno | Lista                                                                   | Posizione    | Fonti   |
| ------------- | ---- | ----------------------------------------------------------------------- | ------------ | ------- |
| Billboard     | 2021 | Le più grandi popstar per anno: 1981-2020                               | 2020         | [ 351 ] |
| Billboard     | 2024 | Le più grandi popstar del XXI secolo                                    | 19           | [ 352 ] |
| Bloomberg     | 2018 | The Bloomberg 50                                                        | Classificati | [ 353 ] |
| CNN           | 2019 | I dieci artisti che hanno trasformato la musica negli anni 2010         | Classificati | [ 354 ] |
| Esquire       | 2021 | Le 10 migliori band pop di tutti i tempi                                | Classificati | [ 355 ] |
| Forbes        | 2017 | Korea Power Celebrity                                                   | 5            | [ 356 ] |
| Forbes        | 2018 | 30 Under 30 (Asia)                                                      | Classificati | [ 357 ] |
| Forbes        | 2018 | Korea Power Celebrity                                                   | 1            | [ 358 ] |
| Forbes        | 2019 | Celebrity 100                                                           | 43           | [ 359 ] |
| Forbes        | 2019 | Korea Power Celebrity                                                   | 2            | [ 360 ] |
| Forbes        | 2020 | Korea Power Celebrity                                                   | 1            | [ 361 ] |
| Forbes        | 2020 | Celebrity 100                                                           | 47           | [ 362 ] |
| Forbes        | 2020 | 100 Digital Stars (Asia)                                                | Classificati | [ 363 ] |
| Forbes        | 2021 | Korea Power Celebrity                                                   | 1            | [ 364 ] |
| Forbes        | 2022 | Korea Power Celebrity                                                   | 1            | [ 365 ] |
| Forbes        | 2023 | Korea Power Celebrity                                                   | 1            | [ 366 ] |
| Gold House    | 2019 | A100 List                                                               | Classificati | [ 368 ] |
| Gold House    | 2020 | A100 List                                                               | Classificati | [ 369 ] |
| Gold House    | 2021 | A100 Hall of Fame                                                       | Classificati | [ 370 ] |
| IZM           | 2025 | I 25 più grandi musicisti dei primi 25 anni del 21º secolo              | Classificati | [ 371 ] |
| Nazioni Unite | 2019 | Leader globali del futuro sostenibile                                   | 1            | [ 372 ] |
| Nazioni Unite | 2020 | Leader globali del futuro sostenibile                                   | 1            | [ 373 ] |
| Nazioni Unite | 2021 | Leader globali del futuro sostenibile                                   | 1            | [ 374 ] |
| Sisa Journal  | 2018 | Chi fa muovere la Corea                                                 | 16           | [ 379 ] |
| Sisa Journal  | 2018 | Le persone più influenti nelle telecomunicazioni e nell'intrattenimento | 2            | [ 380 ] |
| Sisa Journal  | 2018 | Persona dell'anno                                                       | Classificati | [ 381 ] |
| Sisa Journal  | 2019 | Chi fa muovere la Corea                                                 | 8            | [ 382 ] |
| Sisa Journal  | 2019 | Le persone più influenti nelle telecomunicazioni e nell'intrattenimento | 1            | [ 383 ] |
| Sisa Journal  | 2020 | Chi fa muovere la Corea                                                 | 9            | [ 384 ] |
| Sisa Journal  | 2020 | I 100 leader della nuova generazione – settore cultura e arte           | 3            | [ 385 ] |
| Sisa Journal  | 2021 | Chi fa muovere la Corea                                                 | 5            | [ 386 ] |
| Sisa Journal  | 2022 | Chi fa muovere la Corea                                                 | 4            | [ 387 ] |
| Sisa Journal  | 2023 | Chi fa muovere la Corea                                                 | 7            | [ 388 ] |
| Time          | 2017 | Le 25 persone più influenti su Internet                                 | Classificati | [ 389 ] |
| Time          | 2018 | Next Generation Leaders                                                 | Classificati | [ 390 ] |
| Time          | 2018 | Le 25 persone più influenti su Internet                                 | Classificati | [ 391 ] |
| Time          | 2019 | Time 100                                                                | Classificati | [ 392 ] |
| Time          | 2019 | Le 25 persone più influenti su Internet                                 | Classificati | [ 393 ] |
| Time          | 2020 | Intrattenitore dell'anno                                                | Classificati | [ 394 ] |
| Wired         | 2019 | I 10 migliori artisti degli anni 2010                                   | Classificati | [ 395 ] |

### Guinness dei primati
Titolare che non detiene più il primato indicato
| Pubblicazione        | Anno | Primato                                                                                           | Detentore                  | Fonti           |
| -------------------- | ---- | ------------------------------------------------------------------------------------------------- | -------------------------- | --------------- |
| Guinness dei primati | 2017 | Video musicale di un gruppo K-pop più visto online in 24 ore                                      | DNA                        | [ 396 ]         |
| Guinness dei primati | 2017 | Maggior numero di interazioni su Twitter (ritweet medi) complessive                               | BTS                        | [ 397 ]         |
| Guinness dei primati | 2017 | Maggior numero di interazioni su Twitter (ritweet medi) per un gruppo musicale                    | BTS                        | [ 397 ]         |
| Guinness dei primati | 2018 | Primo artista K-pop a raggiungere il primo posto della Billboard 200                              | BTS                        | [ 398 ]         |
| Guinness dei primati | 2018 | Primo artista K-pop a raggiungere la prima posizione della Billboard Artist 100                   | BTS                        | [ 399 ]         |
| Guinness dei primati | 2018 | Primo gruppo K-pop a raggiungere la top 10 della Billboard Hot 100                                | BTS                        | [ 400 ]         |
| Guinness dei primati | 2018 | Video musicale più visto su YouTube in 24 ore                                                     | Idol                       | [ 397 ] [ 401 ] |
| Guinness dei primati | 2019 | Video musicale di un gruppo K-pop più visto su YouTube in 24 ore                                  | Boy with Luv               | [ 401 ] [ 402 ] |
| Guinness dei primati | 2019 | Video più visto su YouTube in 24 ore                                                              | Boy with Luv               | [ 401 ] [ 402 ] |
| Guinness dei primati | 2019 | Video musicale più visto su YouTube in 24 ore                                                     | Boy with Luv               | [ 401 ] [ 402 ] |
| Guinness dei primati | 2019 | Album più venduto in Corea del Sud                                                                | Map of the Soul: Persona   | [ 403 ] [ 404 ] |
| Guinness dei primati | 2019 | Account TikTok che ha raggiunto più velocemente un milione di follower                            | BTS                        | [ 405 ]         |
| Guinness dei primati | 2019 | Maggior numero di "daesang" ("gran premi") vinti agli Mnet Asian Music Award                      | BTS                        | [ 6 ]           |
| Guinness dei primati | 2020 | Guadagni annuali più alti per una band K-Pop (anno corrente)                                      | BTS                        | [ 406 ]         |
| Guinness dei primati | 2020 | Maggior numero di settimane al primo posto della classifica Billboard Social 50                   | BTS                        | [ 407 ]         |
| Guinness dei primati | 2020 | Maggior numero di spettatori per un concerto musicale in live stream su una piattaforma su misura | BTS                        | [ 408 ]         |
| Guinness dei primati | 2020 | Album più venduto in Corea del Sud                                                                | Map of the Soul: 7         | [ 404 ]         |
| Guinness dei primati | 2020 | Video più visto su YouTube in 24 ore                                                              | Dynamite                   | [ 409 ]         |
| Guinness dei primati | 2020 | Video musicale più visto su YouTube in 24 ore                                                     | Dynamite                   | [ 409 ]         |
| Guinness dei primati | 2020 | Video musicale di un gruppo K-pop più visto su YouTube in 24 ore                                  | Dynamite                   | [ 409 ]         |
| Guinness dei primati | 2020 | Maggior numero di spettatori per la première di un video su YouTube                               | Dynamite                   | [ 410 ]         |
| Guinness dei primati | 2020 | Maggior numero di spettatori per un video musicale su YouTube Premieres                           | Dynamite                   | [ 411 ]         |
| Guinness dei primati | 2021 | Maggior numero di Nickelodeon Kids' Choice Award vinti da un gruppo musicale                      | BTS (con le Fifth Harmony) | [ 412 ]         |
| Guinness dei primati | 2021 | Maggior numero di settimane nella US Hot 100 per una traccia K-pop                                | Dynamite                   | [ 413 ]         |
| Guinness dei primati | 2021 | Maggior numero di settimane al primo posto della Billboard Digital Song Sales Chart               | Dynamite                   | [ 413 ]         |
| Guinness dei primati | 2021 | Maggior numero di follower su Instagram per un gruppo musicale                                    | BTS                        | [ 414 ]         |
| Guinness dei primati | 2021 | Artista più streammato su Spotify (gruppo)                                                        | BTS                        | [ 415 ]         |
| Guinness dei primati | 2021 | Maggior numero di spettatori per la première di un video su YouTube                               | Butter                     | [ 416 ]         |
| Guinness dei primati | 2021 | Maggior numero di spettatori per la première di un video musicale su YouTube                      | Butter                     | [ 416 ]         |
| Guinness dei primati | 2021 | Video musicale più visto su YouTube in 24 ore                                                     | Butter                     | [ 416 ]         |
| Guinness dei primati | 2021 | Video musicale di un gruppo K-pop più visto su YouTube in 24 ore                                  | Butter                     | [ 416 ]         |
| Guinness dei primati | 2021 | Traccia più riprodotta su Spotify nelle prime 24 ore                                              | Butter                     | [ 416 ]         |
| Guinness dei primati | 2022 | Maggior numero di follower su TikTok per un gruppo musicale                                       | BTS                        | [ 417 ]         |
| Guinness dei primati | 2022 | Maggior numero di follower su Twitter per un gruppo musicale                                      | BTS                        | [ 417 ]         |
| Guinness dei primati | 2022 | Maggior numero di Nickelodeon Kids' Choice Award vinti da un gruppo musicale                      | BTS                        | [ 418 ]         |
| Guinness dei primati | 2022 | Maggior numero di follower su Spotify (gruppo)                                                    | BTS                        | [ 419 ]         |
| Guinness dei primati | 2023 | Gruppo maschile più streammato su Spotify                                                         | BTS                        | [ 420 ]         |

## Annotazioni
1. 1 2 3 4  Ai Golden Disc Award, il vincitore del daesang viene scelto tra coloro che si sono aggiudicati il bonsang.[102]
2. 1 2 3  Le onorificenze vengono assegnate durante i Korean Popular Culture and Arts Award, organizzati dalla Korea Creative Content Agency e presentati dal Ministero della cultura, dello sport e del turismo.[343][344] Vengono consegnate a chi ha contribuito alle arti e alla cultura pop sudcoreane.[345]
3. ↑  La A100 List onora gli asiatici, gli asiatici-americani e gli isolani del Pacifico (AAPI) più influenti nel campo della cultura ogni maggio per il Mese dell'Eredità degli AAPI.[367]
4. ↑  Il Sisa Journal è uno dei principali settimanali coreani,[375] fondato nel 1989.[376] La sua annuale ricerca "Chi fa muovere la Corea", condotta da mille esperti in dieci campi diversi, determina le figure più influenti del Paese ed evidenzia i leader della prossima generazione in Corea.[377][378]
5. ↑  La lista include sia primati il cui attuale detentore è un altro artista o un'altra opera, sia primati per i quali i BTS hanno superato sé stessi.